# جنگ صلیبی پنجم
جنگ صلیبی پنجم (انگلیسی: Fifth Crusade) که از سال ۱۲۱۳ تا ۱۲۲۱ م (۶۱۰–۶۱۸ ه‍.ق) ادامه یافت، تلاش جدید کشورهای مسیحی اروپایی  در جهت بازپس‌گیری اورشلیم و سایر سرزمین‌های مقدس از دولت ایوبیان حاکم بر مصر و شام بود. پاپ اینوسِنت سوم در ۱۲۱۳ م، به‌قصد جبران جنگ صلیبی چهارم، خواستار جنگی دیگر گردید. در نتیجه، اقدامات وسیعی برای تدارک این حمله در سرزمین‌های اروپایی انجام گرفت. با درگذشت پاپ در مهٔ ۱۲۱۶ م، جانشین وی، هونوریوس سوم، آغاز حملهٔ جدید را به جان بِریَن، پادشاه اورشلیم، اطلاع داد. آندراش دوم، پادشاه مجارستان، و بسیاری از اُمرا و تیول‌داران اروپا برای شرکت در این حمله اعلام آمادگی کرده و در نتیجه سپاه ۱۵ هزار نفرهٔ صلیبی، به فرماندهی آندراش دوم و لِئوپولد ششم، دوک اتریش، در پاییز ۱۲۱۷ م به عکا رسید و در آن‌جا نیز هیو یکم، پادشاه قبرس، به آن‌ها پیوست.
ملک عادل، سلطان ایوبی، که در این هنگام در مصر به سر می‌بُرد، عازم شام شد و در ناحیهٔ بَیسان اردو زد، اما از ترس شکست از سپاه ۱۵ هزار نفرهٔ صلیبیون در بَیسان نجنگید و تا جنوب دمشق عقب‌نشینی کرد. با عقب‌نشینی او، صلیبیون به سمت شمال لشکر کشیدند و به بَیسان حمله بردند و از آن‌جا تا بانیاس را تصرف نمودند. آن‌گاه بانیاس را محاصره نمودند، که چون بی‌نتیجه ماند، به عکا بازگشتند. سپس راهی قلعهٔ باتور شدند، اما با وجود ۱۷ روز محاصره، موفق به فتح آن نگردیدند. در همان زمان، سپاهیان مجارستانی، برخلاف توصیه‌های پادشاه اورشلیم و دیگر امیران صلیبی، به دشت بِقاع در لبنان یورش بردند و به سختی شکست خوردند. این واقعه و نیز یک حملهٔ ناموفق دیگر، سبب شد پادشاه مجارستان — که برای ادای نذرش (جنگیدن با مسلمانان) راهی جنگ صلیبی شده بود — ناگزیر، در اوایل ۱۲۱۸ م به کشورش بازگردد. در این میان، پادشاه اورشلیم به فکر افتاد از نیروهای صلیبی — که پی‌درپی به‌دستور پاپ راهی شام می‌شدند — برای حمله به مصر مدد جوید.
جان بِریَن همانند ریچارد، پادشاه انگلستان، کلید فتح اورشلیم و تمام سرزمین شام را چیرگی بر مصر می‌دانست؛ از این‌رو، پس از کسب موافقت فرماندهان دو فرقه دینی–نظامی شوالیه‌های هوسپیتالر (در منابع اسلامی: اِسبِتاریه) و شوالیه‌های معبد (در منابع اسلامی: داویه) و تهیهٔ تدارکات لازم در ۷ مهٔ ۱۲۱۸ م راهی شهر دِمیاط در مصر شد. مصریان از دیرباز بر کنار مصب رود نیل، برجی به نام برج سلسله ساخته بودند و از آن تا دیوارهای دِمیاط زنجیرهای سنگینی وصل کرده بودند تا مانع ورود کشتی‌های دشمن به رود نیل شود. صلیبیون که به اهمیت تصرف برج سلسله برای تصرف دِمیاط پی برده بودند، به آن حمله کردند و پس از تحمل تلفات سنگین، سرانجام در ۲۱ اوت ۱۲۱۸ م برج را به تصرف خود درآوردند و راه ورود به مصر برایشان گشوده شد. ملک العادل، پس از شنیدن خبر سقوط دِمیاط، از شدت اندوه درگذشت و پسرش، المُعظم عیسی، جانشین وی در شام شد.
در همان زمان الکامل محمد، پسر دیگر ملک العادل و حاکم مصر، تلاش‌های مؤثری برای جلوگیری از ورود صلیبیون به مصر کرد، اما وقتی از توطئهٔ احمد بن مَشطوب، یکی از پرنفوذترین امرای اَیوبی علیه خود آگاه شد، اردوگاهش در عادلیه (میان فارَسکور و دِمیاط) را مخفیانه ترک کرد و به شهر اَشموم طنّاح گریخت. در اثر این اقدامِ کامل، سپاهیانش متفرق شدند و صلیبیون توانستند اردوگاه مسلمانان را به تصرف درآورند. دو روز پس از این حادثه، ملک المعظم به یاری برادرش شتافت و مخالفان وی را زندانی و تبعید کرد و مجدداً سپاهی را برای مقابله با صلیبیون تدارک دید. پیشتر الکامل، هفتاد پیک نزد حاکمان جهان اسلام، برای استمداد فرستاده و به همه یادآوری کرده بود که سقوط مصر به‌معنای به‌خطر افتادنِ سایر نواحی اسلامی خواهد بود. از این‌رو، نیروی کمکیِ بسیاری به مصر آمد، همچنان که نیروهای کمکی زیادی نیز به اردوگاه صلیبیون رسید. الکامل از ترس سقوط دِمیاط و دیگر شهرهای مصر به‌دست صلیبیون، به آنان پیشنهاد کرد در ازای عقب‌نشینی صلیبیون از مصر، اورشلیم و بخش اعظم سرزمین فلسطین را به آنان واگذار کند. هرچند جان بِریَن و یارانش این پیشنهاد را پذیرفتند، ولی کاردینال پِلاجیو گالوانی، نمایندهٔ پاپ و برخی از سران سپاه — که خواهان امتیازات بیشتری چون واگذاری قلعهٔ کَرَک و سیصد هزار دینار وجه نقد نیز بودند — آن را رد کردند.
با وجود مقاومت سرسختانهٔ مردم دِمیاط، سرانجام این شهر، بر اثر شیوع بیماری و قحطی و فشار شدید صلیبیون در ۵ نوامبر ۱۲۱۹ م سقوط کرد و سپاه صلیبی پس از ورود، شهر را غارت نمود. پس از تصرف دِمیاط، میان جان بِریَن و کاردینال پِلاجیو بر سر حاکمیت شهر اختلاف شدیدی رخ داد، که به نفع جان بِریَن پایان یافت؛ اما چندی بعد، وی به‌علت مرگ پدر همسرش، پادشاه کیلیکیه، مجبور به بازگشت به عکا شد و فرماندهی صلیبیون در مصر به پِلاجیو رسید. پِلاجیو پس از رسیدن لوئی یکم، دوک باواریا، در رأس سپاهی بزرگ به دِمیاط، تصمیم گرفت در تابستان ۱۲۲۱ م به قاهره حمله کند و بدین منظور، جان بِریَن را نیز به یاری فراخواند. از آن‌سو، الکامل، پس از اشغال دِمیاط، اردوگاهش را به شهر نوساز منصوره منتقل کرد تا مانع حرکت صلیبیون به‌سوی قاهره شود. امیران سرزمین‌های اسلامی، از جمله ملک المعظم و ملک الاشرف، که خطر سقوط قاهره را کاملاً درک می‌کردند، در رأس سپاهیانشان با شتاب راهی مصر شدند. مصریان پس از تخریب سدهایی که بر روی رود نیل ساخته بودند و قرار دادن صلیبیون در راهی باریک، آن‌ها را محاصره کردند؛ تا اینکه صلیبیون تقاضای صلح کردند. جان بِریَن به اردوگاه سپاه ایوبیان آمد و در ۲۰ اوت ۱۲۲۱ م قرارداد صلحی را امضا کرد که بر اساس آن مقرر شد در مقابل تعرض نکردن مسلمانان به جانِ صلیبیون، آن‌ها دِمیاط را به مسلمانان پس دهند و از مصر خارج شوند و برای هشت سال صلح برقرار شود. صلیبیون در ۷ سپتامبر ۱۲۲۱ م شهر دِمیاط را به ایوبیان واگذار کردند و از راه دریا به عکا بازگشتند. بدین ترتیب، پنجمین حملهٔ صلیبی، برای گرفتن اورشلیم نیز ناکام ماند.

## پیش‌زمینه

### جنگ‌های ایوبیان و صلیبیون
پادشاهی اورشلیم در سال ۱۰۹۹ م، پس از تسخیر شهر اورشلیم و غارت آن، در جریان نخستین جنگ صلیبی برپا گشته بود. صلاح‌الدین، سلطان ایوبی، توانست تا سال ۱۱۸۷ م، قسمت اعظمی از پادشاهی اورشلیم از جمله شهر اورشلیم را تسخیر کند. صلاح‌الدین که علاوه بر حکومت بر مصر و شام، رهبری جهاد علیه صلیبیون را برعهده داشت، با فتح مجدد اورشلیم، دوباره ترسی در میان حکومت‌های کاتولیک اروپایی برپا نمود. پس از فتوحات گستردهٔ صلاح‌الدین در منطقهٔ فلسطین، قلمرو دولت‌های صلیبی به سه قلمرو صور، کنت‌نشین طرابلس و شاهزاده‌نشین انطاکیه در ساحل دریای مدیترانه محدود گردید.
پس از آن، در جریان جنگ صلیبی سوم (۱۱۹۲ تا ۱۱۸۹ م) قسمت بزرگی از سرزمین‌های پادشاهی اورشلیم از جمله شهرهای کلیدی عکا و یافا توسط صلیبیون بازپس گرفته شد، ولی آن‌ها در تسخیر دوبارهٔ اورشلیم ناکام ماندند. صلاح‌الدین که تمامی عمر خود را صرف جهاد علیه صلیبیون کرده‌بود، در اثر بیماری تب زرد در سال ۱۱۹۳ م در دمشق درگذشت. در سال ۱۱۹۵ م، هاینریش ششم، امپراتور مقدس روم، جنگ صلیبی تازه‌ای را آغاز کرد و در تابستان ۱۱۹۷ م. شمار زیادی از شوالیه‌ها و اشراف آلمانی به رهبری دو اسقف اعظم، ۹ اسقف و پنج دوک از راه دریا به سوی فلسطین حرکت کردند. پس از رسیدن به سواحل شرقی مدیترانه، آن‌ها صیدا و بیروت را تسخیر کردند، اما در طول مسیر و با رسیدن خبر درگذشت هاینریش در مسینا، شماری از اشراف و روحانیون به اروپا بازگشتند. بقیهٔ سپاهیان باقی مانده نیز پس از مدتی بسوی کشتی‌هایشان در صور گریختند.

### جنگ صلیبی چهارم

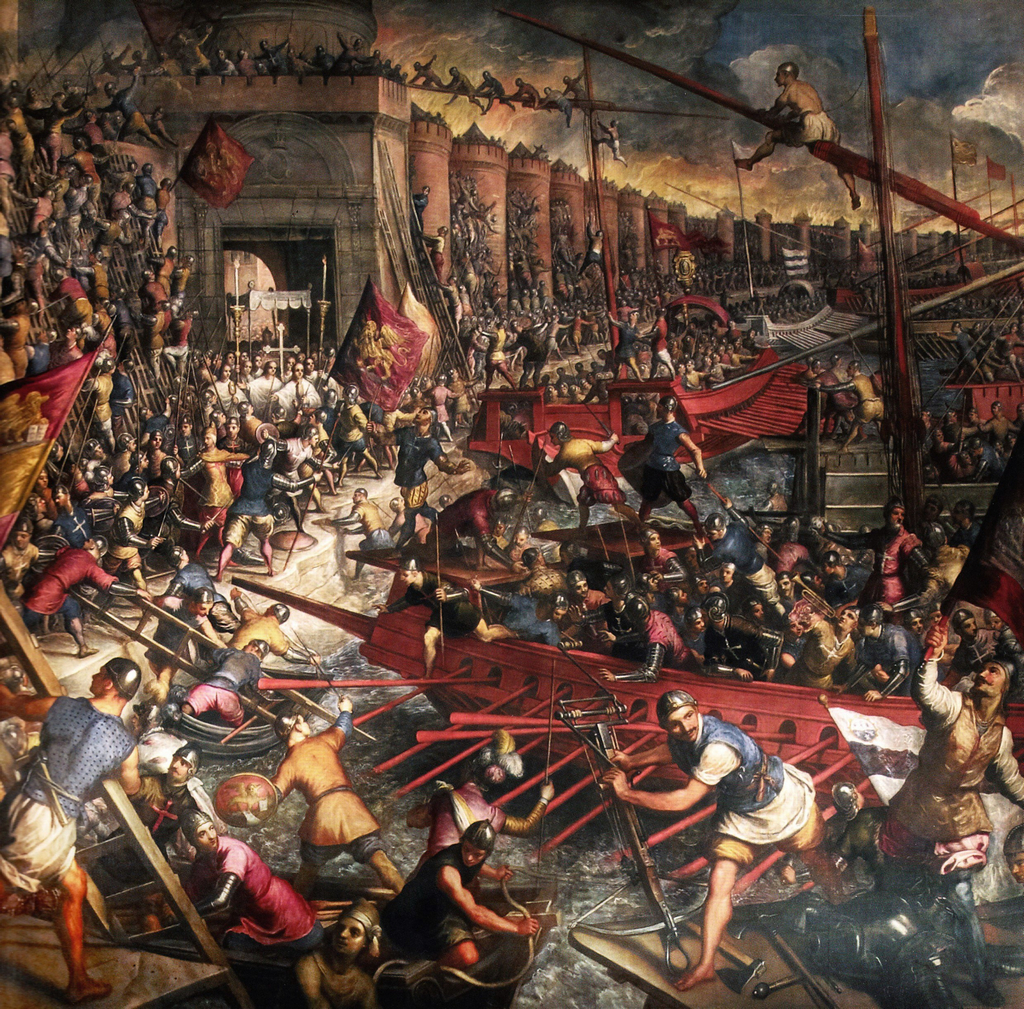
فتح قسطنطنیه در سال ۱۲۰۴ توسط نیروهای صلیبی

پس از شکست پادشاهی اورشلیم در برابر صلاح‌الدین ایوبی و ناکامی جنگ صلیبی سوم برای بازپس‌گیری شهر اورشلیم اشتیاق اندکی در اروپاییان برای یک جنگِ دیگر باقی مانده‌بود. اما نهایتاً، بارون‌های فرانسوی پذیرفتند، که در یک جنگ صلیبیِ دیگر شرکت کنند. صلیبیون برای این منظور، مسیر دریایی از راه مدیترانه را برگزیده و برای تأمین کشتی‌های مورد نیاز نیز با اِنریکو داندولو، حاکم جمهوری ونیز، قرارداد بستند. داندولو کشتی‌ها را فراهم کرد، اما صلیبیون قادر به پرداخت هزینه‌های هنگفت آن نبودند؛ لذا داندولو از آن‌ها خواست که در عوض تعویق بدهی‌شان با حمله به شهر بندری زادار آن را تحت اطاعت جمهوری ونیز درآورند. پس از حمله به زادار و غارت آن، صلیبیون دوباره متوجه شدند که از عهدهٔ بازپرداخت اجارهٔ کشتی‌های داندولو برنمی‌آیند. در همین میان اَلِکسیوس چهارم، شاهزادهٔ تبعیدی بیزانسی، به صلیبیون پیشنهاد کرد که در ازای بازپس‌گیری امپراتوری، بدهی جمهوری ونیز را بپردازد. به همین دلیل رهبران صلیبی تصمیم گرفتند تا به قسطنطنیه بروند. آن‌ها پس از حمله به شهر موفق شدند آلکسیوس چهارم را بر تخت بنشانند، اما او حاضر نشد بیش از نیمی از مبلغ را بپردازد. او سپس در اثر مخالفتِ مردمِ قسطنطنیه از امپراتوری خلع گردید. صلیبیون پس از یک‌سری سوءتفاهم‌ها و نبردها، سرانجام قسطنطنیه را در سال ۱۲۰۴ م تسخیر و آن را غارت کردند و بسیاری از اهالی شهر را از دم تیغ گذراندند.

### پادشاهی اورشلیم در ابتدای سده سیزدهم
در سال ۱۲۰۸، ماریا، وارث قانونی پادشاهی اورشلیم، به سن بلوغ رسید و زمان آن رسیده بود که همسری برای وی پیدا شود تا بتواند از موجودیت قلمروهای صلیبی دفاع کند و مورد حمایت صلیبیون باشد. بنابراین در عکا شورایی به ریاست سراسقف عکا تشکیل شد تا به جست‌وجوی همسر ماریا بپردازد. این شورا مقرر کرد که فرستاده‌ای را نزد فیلیپ دوم، پادشاه فرانسه بفرستد و از وی درخواست کند تا همسری برای ماریا برگزیند. پادشاه فرانسه نیز یکی از فرماندهان خود به نام جان برین را به عنوان همسر ماریا برگزید که بیش از شصت سال سن داشت. با وجود پختگی جان برین و داشتن خصوصیات رهبری، امرای صلیبی وی را به دلیل اینکه از زمره اشراف نبود و سطح زندگی پایینی داشت، نپذیرفتند؛ بنابراین پاپ اینوسنت سوم و فیلیپ مبلغ بسیاری را در اختیار وی قرار دادند تا بتواند از عهده شروط امرای صلیبی برآید.
جان برین در ۱۳ سپتامبر ۱۲۱۰ همراه سیصد سوار صلیبی به عکا رسید و روز بعد با ماریا ازدواج کرد و پس از چندی در کلیسای صور تاج‌گذاری کردند. وی در هنگام تاج‌گذاری به امرای صلیبی قول داد که اراضی قلمروی صلیبی را به قبل از نبرد حطین برساند. در همین زمان، نمایندگان عادل، سلطان ایوبی، به عکا رسیده بودند و خواستار تجدید قرارداد صلح که حدود ۲ ماه قبل از تاج‌گذاری جان برین به پایان رسیده بود، شدند؛ اما در حالی که شوالیه‌های هوسپیتالرز و تیوتون و جان برین با تجدید صلح موافق بودند، مخالفت شوالیه‌های معبد با تجدید صلح سبب شد تا تحرکات نظامی طرفین آغاز شود. جان برین نیز به نیروهای تحت امر خود اجازه داد تا همراه با نیروهای معبد دست به اقداماتی علیه ایوبیان بزنند که حمله به دمیاط از راه دریا نمونه‌ای از آن‌ها بود، هرچند که نتیجه‌ای برای صلیبیون نداشت. با این حال حمله معظم عیسی به اطراف عکا و ترس صلیبیون از تأسیس قلعه‌ای توسط عادل در کوه طور سبب شد تا صلیبیون مجبور شوند به پیشنهاد صلح عادل جواب مثبت دهند. بدین ترتیب، پیمان ترک مخاصمه در ژوئیه ۱۲۱۱ به مدت ۵ سال بین جان برین و عادل به امضا رسید و اجرای آن یک سال بعد آغاز شد.
هنوز دو سال از ازدواج جان برین و ماریا نگذشته بود که ماریا در سال ۱۲۱۲ درگذشت، با این حال وی قبل از مرگ دختری به نام ایزابلا به دنیا آورد که «یولاند» خوانده می‌شد. بدین ترتیب جان برین عنوان قانونی خود را برای حکومت از دست داد، اما توافق شد که جان برین تا زمان رسیدن ایزابلا به سن قانونی، نایب‌السلطنه وی باشد. همچنین وی برای آن که موقعیت خود را در شرق استحکام بخشد، با استیفانی، دختر لئوی یکم، پادشاه کیلیکیه، ازدواج کرد و توانست بدون هیچ مخالفتی بر دولت صلیبی حکومت کند. وی پس از محکم کردن پایه‌های قدرت خود، کوشید تا با استفاده از پیمان ترک مخاصمه، به حل مشکلات پادشاهی بپردازد و به امرای صلیبی وعده داد که طرحی برای حمله به مصر دارد که پس از پایان مهلت ترک مخاصمه آن را عملی خواهد کرد. بدین منظور فرستادگانی را به نزد پاپ در رم فرستاد و از وی تقاضا کرد تا جنگ صلیبی جدید را ترتیب دهد، به گونه‌ای که نیروهای صلیبی در پایان ترک مخاصمه به مشرق و اراضی مقدس برسند.

### ایوبیان شام و مصر در ابتدای سده سیزدهم
پس از مرگ صلاح‌الدین و تقسیم حکومتش، در شرق مدیترانه شرایط برای جنگ با صلیبیون مساعد نبود. بعد از مرگ صلاح‌الدین سرزمین وی بین برادرش عادل و دو پسرش تقسیم شد. تا سال ۱۲۰۰ م، عادل موفق شد برادرزاده‌هایش را کنار زده و خود را حاکم دولت ایوبی — که توسط صلاح‌الدین پی‌ریزی شده بود — گرداند. او برای ادارهٔ بهتر حکومتش، کنترل سه منطقهٔ مهم را به سه پسر خود واگذار کرد. بزرگ‌ترین آن‌ها الکامل، مصر را تحت کنترل گرفت، المعظم، سوریه و فلسطین را تحت ادارهٔ خود درآورد و الاشرف، بین‌النهرین عُلیا را مقر فرمانروایی خود قرار داد؛ اما هیچ‌یک از این اقدامات بدون اعتراض و شورش مردم صورت نگرفت، بدین‌رو عادل بسیار متمایل بود تا مادامی که درگیر مشکلات داخلی است، با مسیحیان در صلح باشد.
با وجود صلح میان ایوبیان با صلیبیون در سال‌های ۱۲۰۴ و ۱۲۱۲، ایوبیان علاوه بر منازعات داخلی که پس از تقسیم مناطق میان برادران برطرف شد، درگیر مناقشه با سلاجقه روم در شمال شام شدند. همزمان با درگیری‌های داخلی پس از مرگ صلاح‌الدین، سلاجقه روم به رهبری کیکاووس یکم درصدد بودند تا از درگیری‌های ایوبیان در شمال شامات استفاده کنند. سلطان سلجوقی پس از تصرف کیلیکیه و ارمنستان، درصدد بود به سمت حلب حرکت کند و آن را ضمیمه اراضی تحت فرمان خود کند که با مرگ ظاهر غازی، حاکم حلب، در سال ۱۲۱۶ م فرصتی که انتظارش را می‌کشید، فراهم شد؛ چراکه پس از مرگ ظاهر، پسر دو ساله‌ش، عزیز غیاث‌الدین، جانشین وی شد و مادرش، ضیفه خاتون، دختر عادل، نیابت سلطنت برعهده گرفت و شهاب‌الدین طغرل نیز اتابک وی شد. کیکاووس قبل از حمله به حلب سعی کرد از اوضاع آشفته شمال شام و بین‌النهرین به نفع خود بهره ببرد تا بتواند با سهولت بر حلب مسلط شود. پس از مرگ حاکم موصل، ظاهر غازی، و جنگ ایوبیان در طرابلس شرایط آشفته‌ای در منطقه به وجود آمده بود و اشرف موسی، حاکم جدید ایوبی در مناطق شمالی شام و بین‌النهرین، توان کافی برای تسلط بر منطقه و سامان بخشیدن به اوضاع را نداشت. کیکاووس قبل از حرکت به سمت حلب، پیشاپیش مناطقی که در جنگ با شام بنا بود تصرف شود را میان امیرانش تقسیم کرد، تا آن‌ها را به جنگ تشویق کند. سرانجام قرار بر آن شد که سپاه سلجوقی از مسیر راوندان به رعبان و از آنجا به حلب برود.
با حرکت سلاجقه به سمت حلب و تسخیر مناطقی همچون قلعه رعبان و تل‌باشر، ضیفه خاتون و اتابک طغرل از حرکت نیروهای سلجوقی آشفته شدند، بنابراین طی نامه‌ای به اشرف موسی از وی تقاضا کردند که به کمک خواهرزاده‌اش، عزیز غیاث‌الدین بشتابد. در ابتدا اشرف به واسطه درگیری با صلیبیون، که در نزدیکی حمص و دریاچه قدس اردو زده بود، از کمک به عزیز امتناع کرد اما با توصیه عادل، همراه با نیروهایش عازم حلب شد و پس از استقرار در حلب، فرماندهی نیروهای مدافع را برعهده گرفت. با رسیدن نیروهای پیشتاز سلجوقی، سپاه اشرف توانست آن‌ها را درهم بشکند و فرماندهان سلجوقی را اسیر کند. زمانی که کیکاووس همراه با سپاه ۱۴ هزار به صحنه جنگ رسید، با دیدن شکست طلیعه سپاه‌اش ترسید و مردد شد و به نیروهای خود دستور عقب‌نشینی داد. با عقب‌نشینی سپاه سلجوقی، اشرف آن‌ها را تا تل باشر تعقیب کرد و توانست تمامی مناطق از دست رفته را مجدداً بازپس بگیرد.

## کلیسا در تدارک جنگ

### منشور اینوسنت سوم

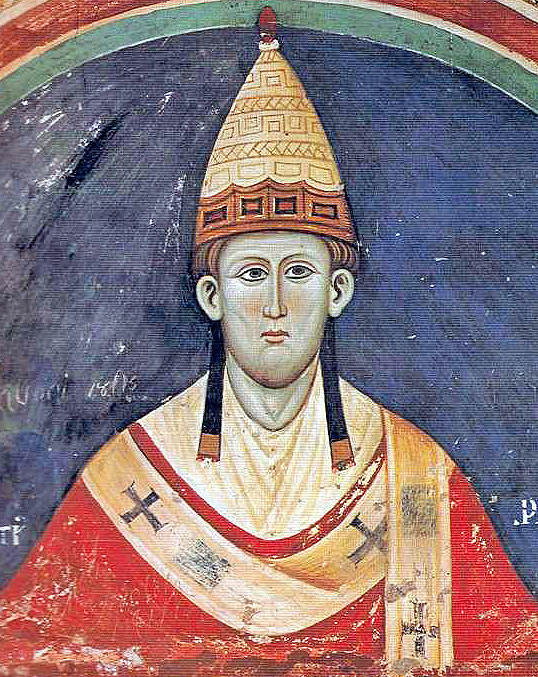
تصویری از اینوسِنت سوم

پاپ اینوسنت سوم پس از پایان جنگ صلیبی چهارم، در فکر حمله مجدد به شرق بود. در منشور عامی که وی به قسطنطنیه فرستاد، به‌خوبی رشدیافتگی مفهوم جنگ صلیبی پیدا بود. اینوسِنت در این منشور از تمام مردان مؤمن و معتقد، صرف‌نظر از جایگاه اقتصادی آن‌ها، خواسته‌است که به فراخوان کلیسا جواب مثبت دهند و به یاری مسیحِ مصلوب بشتابند زیرا بنابر ادعای وی ادارهٔ شهر مقدس توسط کافران بیش از اندازه به طول انجامیده بود. از آن گذشته همان موقع نیز مسلمانان خود را آماده می‌ساختند که آخرین بقایای دولت صلیبی را نیز از میان بردارند. طبق گفتهٔ اینوسِنت، مسلمانان بر بلندی‌های تابور، مکان تجلی عیسی مسیح، دژی بنا کرده بودند و در نظر داشتند حمله نهایی خود را از آن‌جا آغاز کنند. چیزی که اینوسِنت در نظر داشت بسیج کامل اقتصادی، نظامی و معنوی اروپاییان علیه فاتحان مسلمان اورشلیم بود. تمام مسیحیان در هر رتبه و مقامی باید در این مبارزه شرکت می‌کردند. کسانی که از توان جسمی لازم برای سفر برخوردار نبودند باید با روزه‌داری و عبادت به جنگ معنوی می‌پرداختند. راهپیمایی ماهانه به سمت بناهای مقدس در سراسر اروپا امری شایع شده و برنامهٔ عبادی دیگری نیز به مراسم عِشای ربّانی اضافه شده بود که در آن از خداوند تقاضا می‌شد که به سرزمین پسرش رحم آورد.
پاپ سرسختانه می‌کوشید که در جنگ صلیبی جدید به سرنوشت جنگ صلیبی چهارم دچار نشود و کنترل آن از دستش بیرون نرود. این مبارزه برخلاف جنگ‌های قبلی چنان طرح‌ریزی شده بود که کاملاً تحت نظارت کلیسا اداره شود. در راستای چنین هدفی، پاپ گروهی از واعظان را — که هر یک در موردِ یکی از متونِ قابل قبول تعلیم دیده بودند — تشکیل داد. این روحانیون با در دست داشتن متن خطابه به مناطقِ مختلفِ تعیین‌شده اعزام می‌شدند تا مردم متدین را برای هدف مقدس تهییج کنند.

### شورای چهارم لاتران
جنگ جدید برای بازپس‌گیری اورشلیم یکی از موضوعات مهم در شورای چهارم لاتِران بود که ۱۱ نوامبر ۱۲۱۵ م تشکیل شد. در این شورا طرح کلی جنگ تعیین گردید. طبق این طرح قرار شد صلیبیون، اول ژوئن ۱۲۱۷ م و با به پایان رسیدن مهلت آتش‌بس با مسلمانان در سرزمین مقدس، در بِریندیزی و مِسینا گردهم آیند. در آنجا پاپ شخصاً برای ناوگان‌ها دعای خیر می‌کرد و آن‌ها را به‌سوی وظیفهٔ مقدس‌شان روانه می‌ساخت. وی برای آن که سپاه را از تأمین نیازشان مطمئن سازد، قول داد که ۳۰ هزار پوند نقره بپردازد و تا سه سال بعد از آن نیز یک مالیات پنج درصدی برای درآمد روحانیون اروپا در نظر گرفت. به تمام کشتی‌های حمل‌ونقل نیز دستور داده شد تا تجارت خود را با شرق رها کنند و آمادهٔ حمل سپاهیان صلیبی به مقصدشان گردند.

### مرگ اینوسنت سوم

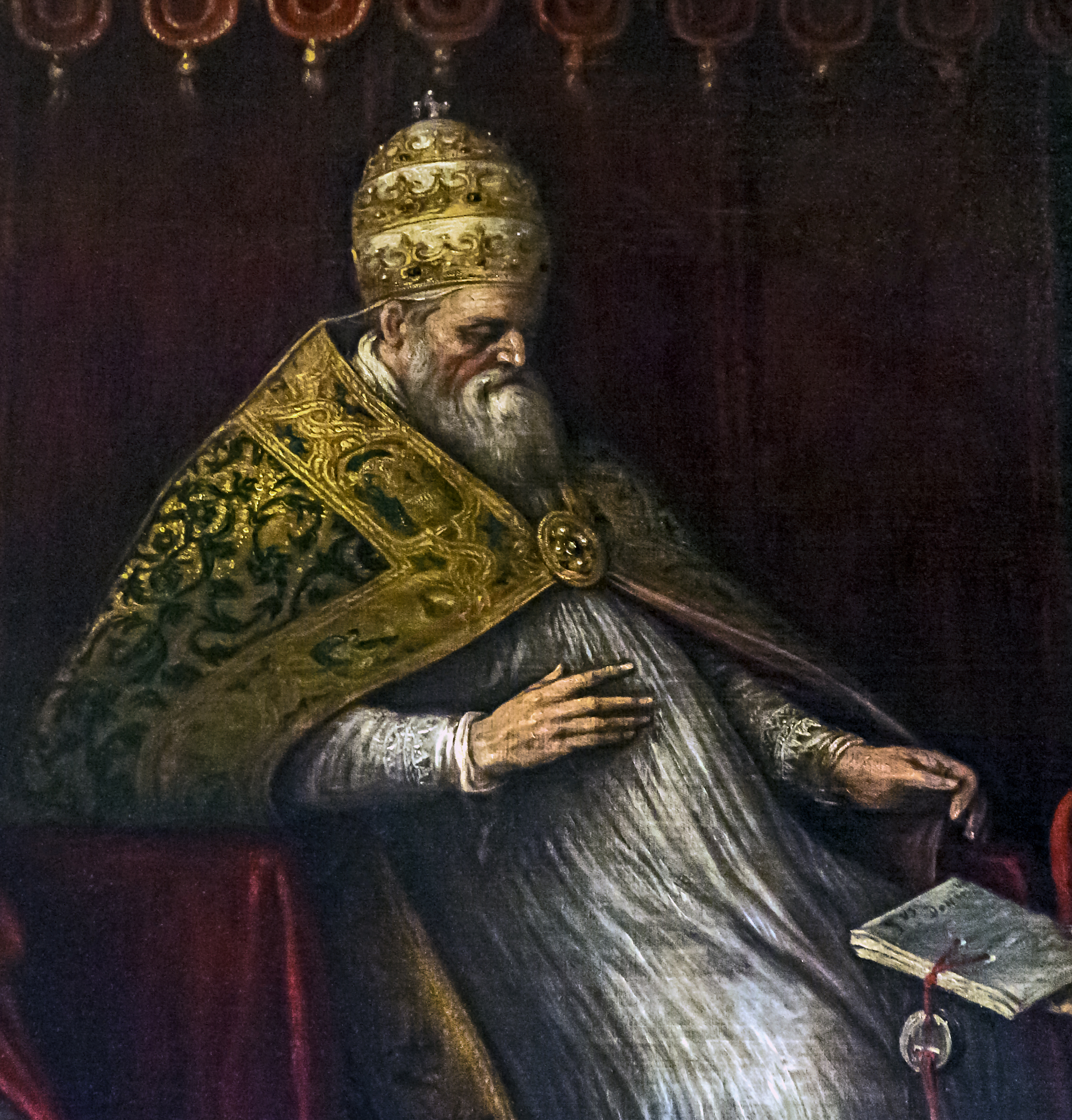
نگاره‌ای از پاپ هونورویوس سوم

اینوسِنت با شور و حرارت تلاش می‌کرد و تمام جنبه‌های آمادگی برای جنگ صلیبی را مورد بررسی قرار می‌داد. اما در ۱۶ ژوئیهٔ ۱۲۱۶ م، در گیرودار فعالیت‌هایش درگذشت. جانشین وی، هونوریوس سوم شخصی سالخورده اما پرجنب‌وجوش بود که کاملاً خود را وقف جنگ صلیبی کرده بود. او از صمیم قلب باور داشت که در دورهٔ تصدی وی، اورشلیم بازپس‌گرفته خواهد شد و از این رو با آرامش و قاطعیت به سراغ وظایف خود رفت. گرچه او رهبری کارآمد بود اما مسئولیتی پیچیده به او واگذار شده بود که حتی کنترل آن برای اشخاص قبل از وی نیز دشوار بود. وی در ابتدا برای آماده کردن شرایط، کاردینال جیمز ویتری را به مشرق زمین فرستاد و وی را به عنوان اسقف شهر عکا انتخاب کرد و وی را موظف ساخت تا مردمان اراضی مقدس را به جنگ فرا بخواند.

## شرایط بسیج نیروها اروپا
با اعزام نمایندگان توسط پاپ به مناطق مختلفِ اروپا، رسماً تلاش پاپ و دستگاه کلیسا برای تهییج اروپاییان آغاز گردید. روبِرت کورسُن که به‌عنوان نمایندهٔ پاپ در فرانسه انتخاب گردیده‌بود، به نواحی روستایی سفر می‌کرد و بدون در نظر گرفتن جایگاه اقتصادی و اجتماعی افراد، علامت صلیب را میان آن‌ها توزیع می‌کرد. البته اکثر افراد برای جنگیدن در میدان نبرد، واجد شرایط نبودند و نمی‌توانستند کمک شایان و قابل توجهی به جنگ کنند، با این حال شوق مبارزه در میان افراد میان‌سال، ضعیف و فقیر فوق‌العاده بود. واعظ دیگری به‌نام اُلیوِر پَدِرْبورنی در شمال غربی آلمان، فِلاندرز و هلند از شانس بیشتری برخوردار بود. اُلیور که دبیر کاردینال در کلیسای کُلن بود، مهارت خطبه‌سرایی‌اش را در خدمت مبارزه گرفت. هر کجا قدم می‌گذاشت خیل جمعیت گِردِ او جمع می‌شد تا سخنانش را بشنوند، معجزه‌هایش را ببینند و صلیب برگیرند. وی توانست به‌موقع سپاه بزرگی گرد آورد و سپس خود فرماندهی آن را بر عهده گیرد. در همین زمان گیورْگی چهارم، پادشاه گرجستان که سعی بر تثبیت قدرت گرجستان در منطقه و مقابله با همسایگان مسلمانان داشت. با این حال با اعلام فرمان پاپ و اعزام نمایندگانش به مناطق مختلف برای تهییج مسیحیان، پادشاه گرجستان در صدد کمک به نیروهای صلیبی برآمد. قرار بود پس از تسلط صلیبیون بر مصر و حرکت‌شان به سمت اراضی مقدس و اورشلیم، نیروهای گرجستان به کمک آنها بروند، اما درگیری با بومیان محلی و هجوم مغولان به مرزهای گرجستان در سال ۱۲۲۰، مانع از حرکت پادشاه گرجستان به سمت اورشلیم و اراضی مقدس شد و در ادامه خواهر گیورگی، روسودان، از ارسال نیرو به سمت اراضی مقدس منصرف شد.

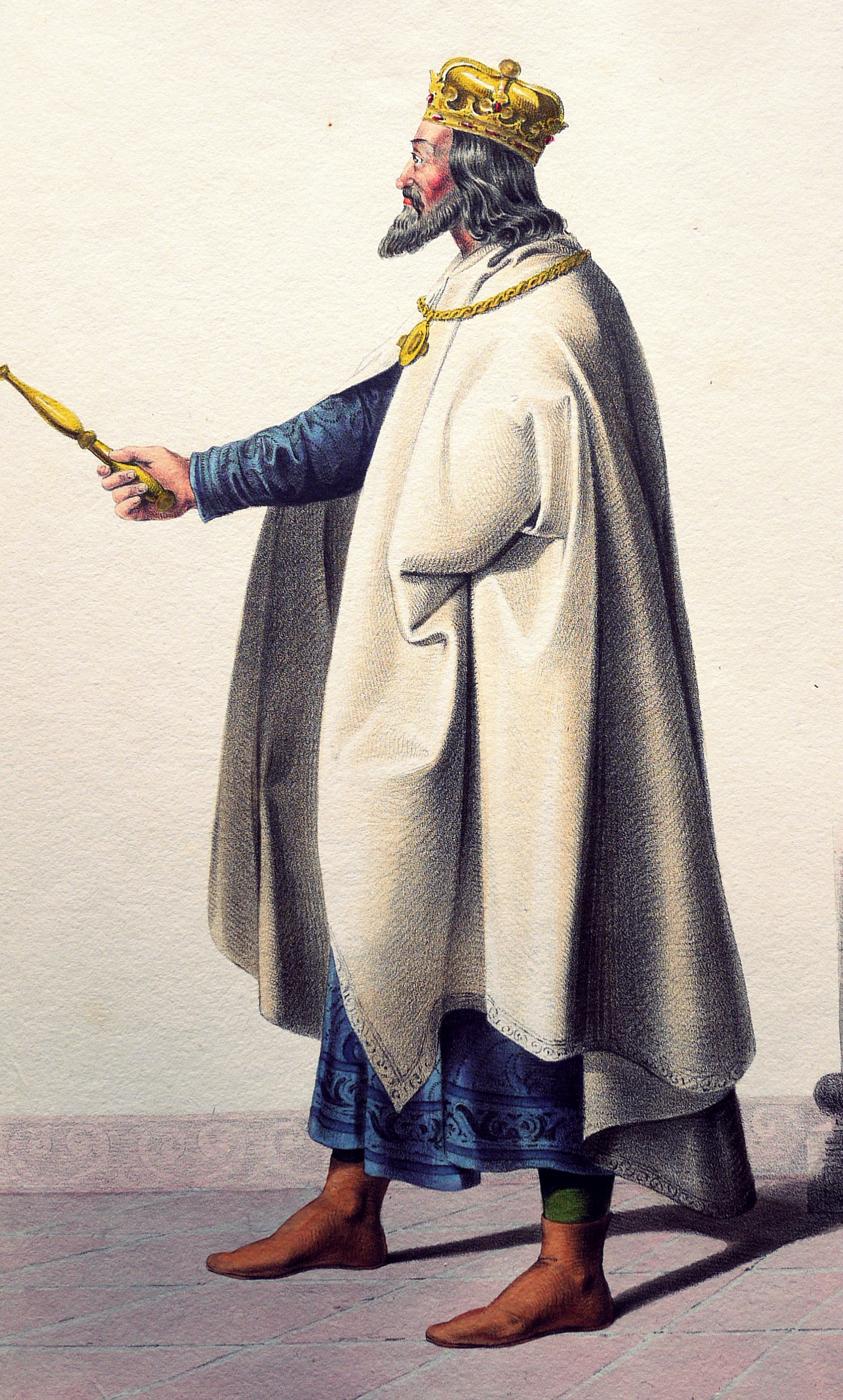
نگاره‌ای از آندراش دوم

در پاسخ به درخواست پاپ، پادشاه انگلستان، هنری سوم، وعده داد که همراه با نیروهای صلیبی باشد. در فرانسه، مرکز اصلی مبارزات صلیبی، پاسخ به فراخوان جنگ ضعیف بود. بسیاری از فرانسویان که به‌واسطهٔ خدمت چهل‌روزه در جنگ صلیبی آلبی‌ژِن یا کاتاری مورد آمرزش قرار گرفته بودند، حتی پس از شورای چهارم لاتِران نیز همچنان اشتیاقی به جنگ نشان ندادند، بنابراین فیلیپ دوم، از شرکت در جنگ عذرخواست. در شمالی‌ترین نقطه اروپا، پادشاه نروژ، اینگه دوم، قول داد که در جنگ شرکت کند ولی مرگ وی در بهار ۱۲۱۷، مانع از این کار شد. همان شور و شوقی که اُلیور در آلمان ایجاد کرده بود، شوالیه‌های اتریش را برانگیخت تا با ادای سوگند، پادشاه صلیبی خود، دوک لئوپولد ششم، را همراهی کنند.
قدرتمندترین حاکمی که به فراخوان کلیسا جواب مثبت داد، فِرِدریش دوم، امپراتور مقدس روم و پادشاه سیسیل، بود. وی با اینکه بر سر مسئلهٔ حکومت آلمان با پاپ اختلاف پیدا کرد اما سرانجام در ژوئیه ۱۲۱۵ م در آخن تاج‌گذاری کرد و اعلان نمود که تلاش دارد تمامی منافعش را در راه سرزمین مقدس صرف نماید، اما درگیری وی با اُتوی چهارم در آلمان، وی را تا هنگام رسیدن کامل به قدرت در سال ۱۲۱۵، از اجرای این تعهد دور کرد. بدین ترتیب، عملاً تنها پادشاهی که به فرمان پاپ گردن نهاد و آماده حرکت به سمت شرق شد، آندراش دوم، پادشاه مجارستان بود که طلیعه‌دار ارتش صلیبی در جنگ پنجم شد.

## در تدارک جنگ
تعداد محدودی از کسانی که پاپ تعیین کرده بود به بندرهای ایتالیای جنوبی سفر کردند. در ماه اوت ۱۲۱۷ م، نیروهای بلغاری و اتریشی در آسپالاتو گرد آمدند. نیروهای لِئوپولد بلافاصله از راه دریا حرکت کردند اما سپاهیان بلغاری آن‌قدر زیاد بودند که پادشاه آنْدْراش مجبور شد عده‌ای را برای تهیهٔ کشتیِ اضافه به ونیز اعزام نماید. در فاصلهٔ اندکی پس از اتریشی‌ها، بلغارها نیز حرکت نمودند. صلیبیون اتریش و بلغارستان در عکا از کشتی پیاده شده و در آن‌جا دو سپاه کوچک‌تر به‌فرماندهی شاهزادهٔ انطاکیه، بوهموند چهارم و هیو، پادشاه قبرس به آن‌ها پیوستند. جان بِریَن، پادشاه اورشلیم نیز به آن‌ها ملحق گشت.
پس از جمع‌شدن نیروها در عکا، شورایی نظامی متشکل از پادشاهان و فرماندهان تشکیل شد و طرح‌های مختلف مورد بررسی قرار گرفت. از جنگ صلیبی سوم به این سو، به‌طور کلی عقیده بر این بود که تنها راه فتح و حفظ اورشلیم، تصرف مصر — یعنی کانون قدرت مسلمانان و ایوبیان در منطقه — بود. در جریان جنگ صلیبی سوم در سال ۱۱۹۲ م ریچارد یکم بر این عقیده پافشاری نمود و طراحان جنگ صلیبی چهارم در سال ۱۲۰۴ م نیز این طرح را انتخاب کردند، اما هیچ‌یک موفق به اجرای آن نگشتند. عدهٔ زیادی از جمله جان برین معتقد بودند که وقت آن رسیده‌است که طرح عملی شود؛ بنابراین پیشنهاد کردند بخشی از نیروهای صلیبی به شهر نابلس حمله کرده تا هدف اصلی، یعنی حمله به مصر پوشیده بماند. آنان حمله به مصر را تنها راه وارد آوردن شکست به مسلمانان در بلاد شام و بازپس‌گیری اورشلیم می‌دانستند. اجتماع‌کنندگان، به‌علت کمی تعداد نیروها و وجود نداشتن کشتی‌های لازم برای انتقال سربازان به دِمیاط، اجرای این طرح را به تعویق انداختند. اجتماع‌کنندگان طرح‌های دیگری را نیز بررسی کردند که حملهٔ مستقیم به اورشلیم یکی از طرح‌ها بود ولی مشخص گردید که به‌دلیل وجود نداشتن آب کافی برای نیروها در این شهر، امکان اجرای این طرح وجود ندارد. وقتی روشن شد که امکان حمله به دمیاط و اورشلیم وجود ندارد، تصمیم گرفتند به شهر دمشق حمله کنند ولی با تغییر برنامه، این برنامه لغو شد.

## درگیری‌های پراکنده پاییز ۱۲۱۷

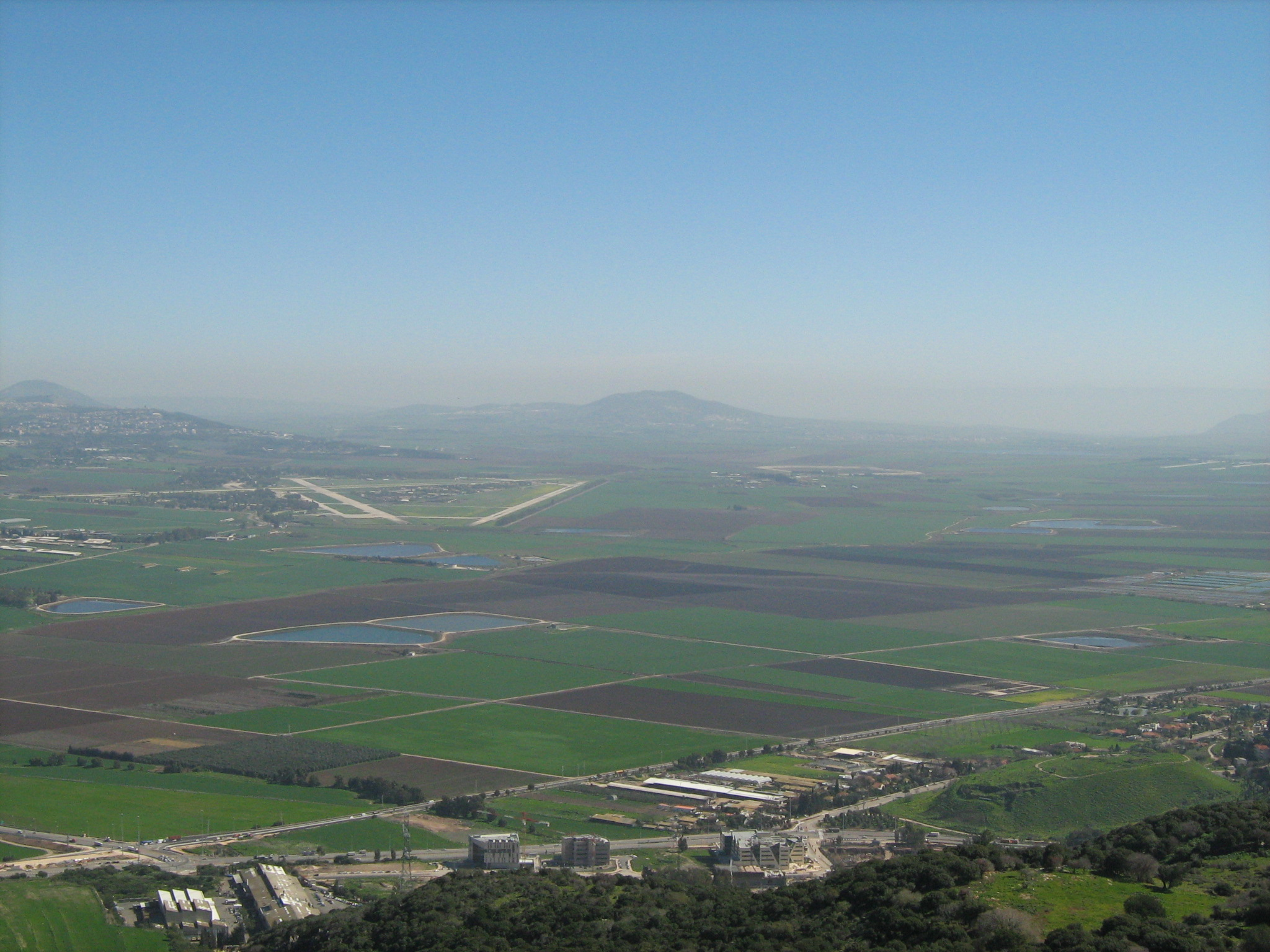
دشت مرج ابن عامر یا جیزرائیل در اسرائیل امروزی

در ۶ نوامبر، نیروهای صلیبی از عکا خارج شده، راه مِرِج ابن عامر را پیش گرفتند. هنگامی که عادل، سلطان ایوبی، از حرکت ایشان باخبر شد، در مصر مستقر بود. وی فوراً رهسپار فلسطین شد و به شهر لُد و رمله رسید و سپس راه خود را به سوی نابلس ادامه داد، به این امید که در عین جالوت راه را بر صلیبیون ببندد. صلیبیون پس از آگاهی از رسیدن عادل، نقشهٔ خود را تغییر داده و رهسپار شهر بَیسان شدند. در همین حین، عادل نیز به سوی این شهر حرکت کرد تا مانع از پیشروی نیروها از جانب عکا گردد، بنابراین در ارتفاعات شهر مستقر شد و پیشروی نیروهای صلیبی را زیر نظر گرفت. با مشاهدهٔ برتری صلیبیون از جهت تعداد نیروها، عادل ترجیح داد از درگیری اجتناب کند؛ بنابراین عقب نشست و در مرج‌الصفر اردو زد و آمادهٔ دفاع از دمشق گردید.
وقتی صلیبیون به بَیسان رسیدند، آن را ویران ساختند. پس از آن، تصمیم به لشکرکشی به منطقهٔ مابین بانیاس و بَیسان گرفتند تا از آن‌جا عازم حوران شوند. نیروهای صلیبی پس از ۳ روز محاصره، شهر بانیاس را تسخیر کرده و سپس با غنایم فراوان و همراه داشتن اسرا به عکا بازگشتند. پس از سه روز استراحت در عکا، نیروها به سوی صیدا حرکت نمودند تا بدان حمله کنند. طی این حمله، نیروهای صلیبی شَقیف أرنون را ویران کرده و پس از آن در ۱۴ نوامبر مجدداً به عکا بازگشتند. همزمان با حملات بی‌برنامهٔ صلیبیون — که فقط موجب ویرانی و غارت شهرها می‌شد — عادل با رسیدن نیروهای کمکی، آماده‌سازی سپاه خود را برای مقابله با صلیبیون آغاز کرد و پسرش، المعظم عیسی را با سپاهی مجهز به نابلس فرستاد تا از رسیدن صلیبیون به اورشلیم جلوگیری نماید.
جان برین از این حملات بی‌برنامه راضی نبود. او به استفاده از نیروهای صلیبی در حملاتی که جز غارت و قتل نتایج مثبت دیگری نداشت، باور نداشت. وی در این هنگام، قلعهٔ باتور را که در نزدیکی عکا و نیروهای صلیبی بود، خطری بزرگ می‌دانست بنابراین طرح حمله و نابودی این قلعه را کشید و آن را با فرماندهان صلیبی مطرح کرد و فقط بوهموند چهارم پذیرفت که وی را در این راه همراهی کند. نیروهای نظامیِ جان در ۲۰ نوامبر به قلعه رسیدند و دو بار به آن یورش برده و با شکست مواجه شدند، بنابراین تصمیم به عقب‌نشینی گرفتند و همراه با عده‌ای اسیر در ۷ دسامبر به عکا بازگشتند. صلیبیون برای جبران این شکست تصمیم به گسترش حملات خود در منطقه گرفته و در نتیجه همزمان به شقیف‌آرنون، مرجعیون و منطقهٔ بِقاع حمله بردند، اما شکست نیروهای اعزامی در بِقاع سبب شد تا هنگام آغاز هجوم اصلی، یعنی حمله به مصر و دمیاط، صلیبیون دیگر به حملات پراکنده دست نزنند. در این اثنا آندراش پس از سفر به شرق مدیترانه و شرکت در چند جنگ کوچک، اعلام کرد که به میثاق گذشتهٔ خود وفا کرده‌است و با وجود تهدید سراسقف اورشلیم مبنی بر تکفیر وی، در ژانویه ۱۲۱۸ م راه بلغارستان را در پیش گرفت. هیو و بوهموند نیز پس از وی چنین کردند و به سرزمین‌های خود بازگشتند. بدین ترتیب، تنها لئوپولد ششم، دوک اتریش در شرق ماند. جدا شدن سپاه بلغاری ضربهٔ سنگینی برای جنگ صلیبی بود زیرا سپاه آن قدر کوچک شده بود که نمی‌توانست به اقدامی خطیر مبادرت ورزد. در این زمان تنها کاری که رهبران صلیبی می‌توانستند انجام دهند، این بود که منتظر نیروهای کمکی مانده و در این مدت سربازان را مشغول بازسازی استحکامات و خرده‌کاری‌های مختلف گردانند.

## آمادگی برای حمله به مصر
عادل که پای به کهنسالی نهاده بود، تا آخرین لحظات امید داشت که صلیبیون پیمان صلح را نقض نکنند؛ به‌ویژه که روابطش با ونیزی‌ها نیز مستحکم گشته بود. وی در سال ۱۲۰۸ م با آنان قرارداد تجاری منعقد کرده بود و جانشینش در مصر، الکامل محمد نیز همچون پدر چنین امید داشت. در ۲۶ آوریل ۱۲۱۸ م و هنگامی که سران صلیبیون در عکا برای اشغال مصر در حال نقشه‌کشی بودند، نیروهای صلیبی به‌ترتیب وارد عکا گردیدند. در این هنگام تعداد نیروها نزدیک به ۳۰ هزار نفر برآورد می‌شد که شامل مجارها، اسکاندیناویایی‌ها، آلمانی‌ها، نیروهای قبرسی و نیروهای محلی می‌گردید.
جان برین شورای نظامی تشکیل داد تا نقشهٔ نهایی حمله را طراحی کنند، آنان در شورا در مورد تعیین مسیر حمله، پیش‌بینی لازم برای مسئلهٔ آذوقه و آماده کردن کشتی به میزان کافی برای انتقال سربازان و فراهم ساختن تجهیزات نظامی و تعیین مأموریت هر گروه از سربازان و همه نیازمندی‌های چنین هجوم بزرگی از اروپا مدت‌ها به برنامه‌ریزی کردن مشغول بودند. در مورد مسیر حمله، تصمیم گرفته شد که از راه دریا انجام پذیرد، چون مسیر دریایی امنیت بیشتری داشت و نیروها نیز می‌توانستند قبل از نبرد استراحت کنند تا آمادگی لازم برای نبرد را داشته باشند. هدف حمله، دمیاط یکی از شهرهای مهم و بزرگ مصر و بهترین نقطه برای حمله به مصر تعیین گردید، زیرا نزدیک‌ترین بندر به صلیبیونِ ساکن در شام بود و همچنین رودخانه دمیاط راهی آسان برای ارتباطات آنان با پایگاه‌های خود در شام بود و از سوی دیگر به ایشان امکان می‌داد تا قبل از پیشروی به‌سوی قاهره، دلتای نیل را نیز به اشغال خود درآورند.
دربارهٔ آذوقهٔ سپاهیان، نیازمندی شش‌ماههٔ آنان تأمین گردید و قبرس بار سنگین تهیهٔ این میزان آذوقه را بر دوش کشید. همچنین مقرر شد که از ۳۰۰ فروند کشتی ماهی‌گیری مستقر در سواحل شام برای جابه‌جایی سربازان و جنگ‌افزارهای ایشان استفاده شود. در هنگامی که این آمادگی‌ها حاصل می‌شد، نامه‌ای از پاپ هونوریوس سوم رسید و در آن کاردینال پِلاجیو، اسقف آلبانو، را به‌عنوان نمایندهٔ پاپ در جنگ صلیبی معرفی گردید همچنین پاپ از همه خواست که فرمانبردار نماینده‌اش باشند.
شهر دمیاط در فاصلهٔ دو مایلی مَصَبِّ رود نیل واقع است و دریاچه تنیس در پشت آن قرار دارد. همچنین در عرض رودخانهٔ نیل، زنجیرهای آهنی بسیار بزرگ و محکمی قرار داده شده بود تا از ورود کشتی‌ها و قایق‌ها به سرزمین مصر جلوگیری نماید. علاوه بر آن وجود برج سلسله به‌مانند درهای استوار در میانهٔ رود نیل برای حمایت از شهر و جلوگیری از هرگونه تجاوز به آن عمل می‌کرد و جلوی پیشرفت آنان را می‌گرفت؛ در نتیجهٔ اولین مأموریت آنان، استیلا بر این برج تعیین گردید تا بتوانند در ساحل شرقی نیل فرود آمده و منطقهٔ جنوبی شهر را به‌تصرف خود درآورند و بدین‌ترتیب حمله به شهر برایشان آسان گردد.

## لشکرکشی به مصر

### ورود صلیبیون به دمیاط

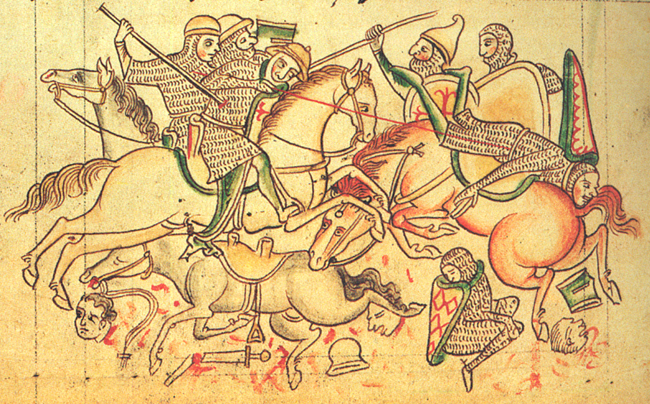
نگاره‌ای از برخورد نیروهای صلیبی و ایوبی در نزدیکی دمیاط

سپاه ۴۰ هزار نفرهٔ صلیبی، به‌فرماندهی جان برین در ۲۳ مهٔ ۱۲۱۸ م و با استفاده از کشتی‌های عکا و در چند روز به دِمیاط رسیده و پس از پیاده شدن در خشکی، در ساحل غربی نیل و درست مقابل شهر اردو زدند، زیرا این مکان را برای مقابله با حملات ناگهانی، مستحکم و قابل دفاع می‌دانستند. ساکنان شهر دِمیاط از حضور صلیبیون در برابر خود که برای حمله به آنان آماده می‌شدند، سخت غافلگیر و سریعاً برای دفاع از شهر خود آماده شدند. آنان اقدام به ذخیرهٔ آذوقه نمودند و در همان هنگام نیز پیامی برای الکامل محمد که در قاهره به‌سر می‌برد، فرستادند و حضور نیروهای صلیبی در دمیاط را به وی اطلاع دادند. الکامل محمد در رأس سپاه خود فوراً به‌سوی دمیاط حرکت نمود و همچنین از والی منطقه غریبه خواست تا همهٔ نیروهایش را گرد آورده و به نیروهای وی ملحق شود. همهٔ آن‌ها در مکانی به‌نام عادلیه و در جنوب دمیاط، استقرار یافتند تا هم با شهر در ارتباط باشند و هم از عبور صلیبیون به‌سوی شهر جلوگیری نمایند.

### درگیری در شام
وقتی عادل خبر صلیبیون به منطقهٔ دمیاط را دریافت کرد، در مَرَجَالصفر مستقر بود. وی فوراً به عالِقین رفته و ارسال نیروهای نظامی را به مصر آغاز نمود، تا آن‌جا که جز عده‌ای اندک از سپاهیان، کسی در نزد او باقی نماند؛ لذا از پسرش، المعظم عیسی خواست که به پایگاه‌های صلیبی در شام بتازد تا آن‌ها را از توجه به دمیاط بازدارد. المعظم فرمان پدر را با تردید به‌اجرا درآورد و همهٔ کسانی را که در قلعهٔ باتور بودند، به اورشلیم، عجلون و کَرَک فرستاد تا زمینهٔ انتقال‌شان به دمیاط فراهم گردد. عادل همچنین از فرزند دیگرش الاشرف موسی خواست تا به سرزمین‌های صلیبی وارد شده و به آن‌ها حمله نماید. اشرف موسی به صافیتا حمله برد و حومهٔ آن را ویران ساخت، کشتزارهای آن را غارت و هرچه پیرامون آن بود، تخریب نمود. سپس به حومهٔ دژ شهسواران حمله کرده ولی مجبور به توقف گردید و فوراً عقب نشست، زیرا عمویش افضل علی فرصت اشتغالِ او به امر صلیبیون را غنیمت شمرده و به حلب حمله نموده بود تا بر آن چیره شود. عادل، مجاهد اسدالدین شیرکوه دوم را به‌جای وی فرستاد. او همچنین بلافاصله پس از بازگشت الاشرف موسی به حلب، یک نیروی نظامی به‌فرماندهی برجسته‌ترین امرای خود، را برای کمک به بردارش راهی دمیاط نمود.

## حمله به برج سلسله
… و گویند که در زمان ملک کامل، فرنگی‌ها، کشتی‌ها ساختند به ارتفاع برج‌هایی که در کنار رودخانهٔ نیل، در نزدیک دمیاط ساخته شده بود و مردان جنگی در میان کشتی‌ها گذاشتند و شبانه، کشتی‌ها را به کنار برج‌ها رسانیدند و داخل به اندرون برج‌ها شدند و شهر دمیاط را به این حیله، تصرف کردند. بر ملک کامل، این عمل فرنگیان دشوار آمده، لشکر به دمیاط کشیده، دمیاط را محاصره نمود. چون، مدت محاصره طول کشید، شهری در مقابل شهر دمیاط بنا نهاد و چندان در آن مکان توقف نمود تا فرنگیان عاجز شده، شهر را تسلیم نمودند و ملک کامل، لشکر فرنگ را اسیر نموده، بزرگان ایشان را منت گذاشته، مرخص فرمود. ...

زکریای قزوینی، آثارالبلاد و اخبار العباد، ۲۵۰.
صلیبیون ابتدا در کنارهٔ غربی استقرار یافته بودند اما پس از مدتی به اشتباه خود پی بردند زیرا استقرار در کنارهٔ غربی، شرایط نفوذ به شهر را دشوار کرده بود؛ بنابراین اهالی دمیاط از این موقعیت استفاده و خود را آمادهٔ دفاع از شهر کرده و الکامل توانست نیروهایی برای جنگ به خدمت بگیرد. صلیبیون پس از استقرار در کنارهٔ شرقی نیل، اولین تلاش خود را در ۲۲ ژوئن ۱۲۱۸ م برای ورود به شهر آغاز کرده و نیروهای خود را به نزدیکی دیواره شهر رساندند. این حملهٔ بزرگ ابتدایی، موجب ترس و وحشت در میان ساکنان شهر گردید؛ اما با وجود منجنیق در سپاه صلیبی، نیروهای مدافع شهر توانستند در مقابل نیروهای صلیبی دفاع کرده و آن‌ها را عقب برانند. صلیبیون در این هنگام دریافتند که مانع اساسی برای گشودن شهر، برج سلسله است که مانع از پیشروی کشتی‌های صلیبی می‌گردید؛ بنابراین سواران و شوالیه‌های معبد یک کشتی آماده کردند و سیصد نفر از نیروهای جنگی را در آن قرار دادند و به‌سوی برج هدایتش کردند تا به آن برخورد کند و ویرانش سازد؛ ولی این تلاش آن‌ها نیز در رسیدن به هدف خود با شکست مواجه شد و صلیبیون در اثر سنگ و تیر زیادی که بر سرشان فرود می‌آمد، مجبور به عقب‌نشینی شدند.
صلیبیون پس از ناکامی در حملهٔ نخست، بار دیگر در هفتهٔ آخر ژوئن ۱۲۱۸ م، حملهٔ خود را تکرار نمودند. لئوپولد ششم، دوک اتریش و برخی از شوالیه‌های هوسپیتالر تلاش کردند تا با کمک نردبان‌های متحرک که بر روی کشتی‌ها نصب شده بود، از دیوار شهر بالا بروند اما این تلاش نیز با شکست همراه شد، زیرا نردبان‌ها تحمل سنگینی نیروهای صلیبی را نداشت و همچنین نیروهای مدافع شهر از آتش یونانی استفاده می‌کردند که توانست صلیبیون را از برج دور سازد. صلیبیون بار دیگر در ژوئیه حملات دیگری برای تسخیر شهر ترتیب دادند اما این حملات نیز همانند حملات قبلی جز خسارتِ شَدید، نتیجه‌ای برای صلیبیون نداشت و در همان حال نیروهای مسلمان شهر به‌خاطر این پیروزی‌ها در وضعیت روحی خوبی به سر می‌بردند.
پس از شکست‌ها و تجربیات به‌دست‌آمده، الیور پدربورنی نقشه‌ای نو برای چیرگی بر برج سلسله — که کلید ورود به شهر بود — عرضه کرد که در آن هنگام، یک ابتکار نو در فنون نظامی به‌شمار می‌رفت. براساس این طرح، برجی بر روی دو کشتی که با طناب به یکدیگر بسته شدند، نصب گردید و اطراف آن با چرم و مس قرمز پوشانده شد تا در برابر تفنگ یونانی مقاومت نماید. در بالای آن نیز، نردبان متحرکی نصب کردند که به‌صورت یک قلعه در کشتی درآمد. بدین‌گونه امکان حمله به برج سلسله از راه دریا و زمین آماده شد. این حمله در ۲۴ اوت ۱۲۱۸ م اجرا شد و صلیبیون توانستند در طرف شمال شرقیِ برجْ لنگر اندازند. آن‌ها نردبان متحرک را بر دیوارهٔ برج قرار دادند. سیصد نفر از نیروهای ایوبی از برج حفاظت می‌کردند. درگیری سختی بین طرفین درگرفت تا این‌که صلیبیون توانستند به درون برج سلسله وارد شده و بر آن مسلط شوند. آن‌ها زنجیرهایی را که راه ورود کشتی‌ها به رودخانه را بسته بودند، پاره کردند تا امکان پیشروی کشتی‌ها از راه آب به نزدیکی دیوارهای شهر دمیاط هموار گردد. این اتفاق بی‌تردید برای مسلمانان خسارتی بسیار سنگین بود، زیرا اهالی مصر این برج را «قفل سرزمین‌های مصر» می‌دانستند که اکنون به‌دست صلیبیون سقوط کرده بود.

### درگذشت عادل
با سقوط برج سلسله، الکامل پیامی برای پدرش، عادل که هنوز در نزدیکی دمشق به‌سر می‌برد، فرستاد و با اعلام خبر سقوط برج سلسله، از وی تقاضای کمک نمود؛ ولی عادل که تاب شنیدن این خبر را نداشت در روز ۳۱ اوت ۱۲۱۸ م درگذشت. از آن‌جا که مرگ عادل می‌توانست تأثیر بدی بر روحیه سربازانِ مسلمانِ مدافعِ دمیاط داشته باشد، خبر درگذشت وی را پنهان کردند. فرزندانش هر یک در اقطاعی که پدر برایشان در نظر گرفته بود، مستقر شدند و با یکدیگر توافق کردند که برای مقابله با موقعیت دشوارِ ناشی از هجوم صلیبیون به دمیاط، متحد باشند. با این حال پس از مرگ عادل، فرزند کوچک‌ترش المعظم عیسی در دمشق مستقر شد؛ در حالی که الکامل محمد جانشین پدر در حکومت مصر گردید و سنگینی بار دفاع از دمیاط و اخراج نیروهای صلیبی بر دوش او قرار گرفت.

## پس از سقوط برج سلسله

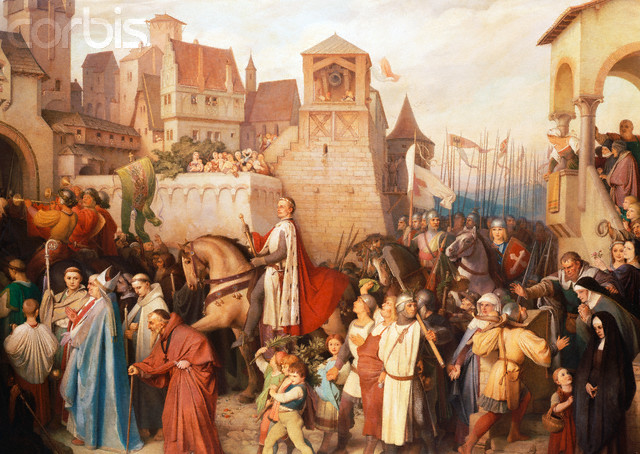
بازگشت لئوپولد ششم، دوک اتریش به سرزمین خودش پس از شرکت در جنگ صلیبی پنجم

اولین اقدام الکامل محمد پس از سقوط برج سلسله برای جلوگیری از حرکت کشتی‌های صلیبیون، بنای یک پل بزرگ بر روی رود نیل در جنوب برج بود تا بتواند به‌وسیلهٔ آن از گذر نیروهای صلیبی از رود به‌سوی شهر جلوگیری نماید، ولی صلیبیون این پل را نیز شکستند. آن‌گاه الکامل محمد، به اقدامی دیگر دست زده و تعدادی از قایق‌ها را سوراخ و در عرض رودخانهٔ نیل غرق کرد تا به‌جای زنجیرهای آهنی یا پل کاربرد داشته باشد. اجرای این طرح بار دیگر کنترل آمدورفت در رود نیل را به مسلمانان بازگرداند، با این حال خطر صلیبیون برای مسلمانان به اندازه‌ای خطرناک نبود که عادل از آن ترس و واهمه داشت. اگر صلیبیون فشار خود را ادامه می‌دادند و از سوی غرب به شهر دمیاط حمله می‌کردند، همانا نتیجهٔ این جنگ تغییر می‌کرد و به‌احتمال قوی دمیاط به‌دست آن‌ها سقوط می‌کرد؛ ولی آن‌ها پس از چیرگی بر برج سلسله دچار تردید گشته و بسیاری بر این عقیده بودند که به وعدهٔ خود عمل نموده‌اند و مأموریت‌شان با سقوط برج سلسله پایان یافته‌است؛ لذا عقب نشسته و به سرزمین‌های خود بازگشتند. جان برین و افراد باقی‌مانده با وی، باید در انتظار رسیدن نیرو و کمک‌های تازه‌نفس از اروپا می‌شده و در نتیجه وضعیت تهاجمی صلیبیون سست گردید.

### وضعیت شام
به‌محض آن‌که اخبار پیروزی‌های صلیبیون در برابر شهر دمیاط به شام و شرق رسید، صلیبیونِ مستقر در عکا تحریک شده و یک گروه ۱۲۰ نفره از شوالیه‌های معبد، به تعقیب مسلمانانی پرداختند که به برخی از روستاهای نزدیک عکا حمله کرده بودند. سپس دیگر مدافعان شهر عکا به آن‌ها پیوسته و در نزدیکی قیمون با سپاه ایوبی به‌فرماندهی المعظم عیسی — که در سپتامبر ۱۲۱۸ م از دمشق خارج شده بود — درگیر شدند. صلیبیون محاصره شده و اوضاع برایشان دشوار شد و تنها صد نفر نجات یافته و مابقی نیروهای اسیر و زخمی نیز به اورشلیم فرستاده شدند.

### رسیدن نیروهای کمکی
حالت رکود در وضعیت نظامی صلیبیون مستقر در نزدیکی دمیاط ادامه نیافت و به‌زودی گروه‌های زیادی از صلیبیونِ اروپایی در سپتامبر ۱۲۱۸ م و از راه دریا به دمیاط رسیدند. این گروه‌ها را — که نیروهای انگلیسی در میان‌شان قرار داشتند — کاردینال پِلاجیو، نمایندهٔ پاپ فرماندهی می‌کرد. با ورود و رسیدن این نیروها دو مشکل برای صلیبیون به‌وجود آمد:
- مشکل تأمین آذوقه؛ زیرا ورود این نیروها آذوقه‌ای بیشتر را طلب می‌کرد که از قبرس تأمین و به آن‌جا منتقل می‌شد.
- درگیری و تنش میان پِلاجیو و جان برین؛ پیش از ورود نیروهای جدید، جان برین، پادشاه اورشلیم، به‌عنوان فرمانده نیروهای صلیبی انتخاب شده‌بود. اما پِلاجیو پس از رسیدن به اردوگاه، معتقد بود که به‌عنوان نمایندهٔ پاپ باید به تنهایی فرماندهی صلیبیون را به عهده گیرد. وی چنین حقی را به خود داد و بدین‌گونه آرزوهای پادشاه صلیبی را به چالش طلبید. جان برین در حقیقت پادشاه نبوده، بلکه قیّم ملکه ایزابلا، دختر همسر فقیدش، به‌شمار می‌رفت. وی اعلام کرد که چون فردریش دوم، امپراتور مقدس روم، وعدهٔ پیوستن به سپاه صلیبی را داده‌است، وقتی که وارد جنگ شود، فرماندهی را برعهده خواهد گرفت. این درگیری‌ها بر سر فرماندهی — که سپاه صلیبی را به دو دسته تقسیم کرده بود — اثر بدی بر همهٔ سپاه صلیبی برجای نهاد.[۹۴][۹۵][۹۶][۹۷]

### سقوط عادلیه
هنگامی که الکامل نتوانست نیرو و کمک‌های کافی را برای حملهٔ زمینی و دریایی به اردوگاه صلیبیون فراهم آورد؛ نیروهای خود را در ۹ نوامبر در کرانهٔ غربی رود نیل فرود آورد. وی در جنوب اردوگاه صلیبیون در مکانی که «بورة» نامیده می‌شد، اردو زده و به‌سوی صلیبیون یورش بُرد ولی جان برین جلوی حملهٔ وی را گرفت و نیروهای ایوبی را به‌سمت کرانهٔ شرقی نیل عقب راند. با این حال الکامل در ۱۶ اکتبر، دست به حملهٔ دیگری زد و نیروهایش تا کناره اردوگاه صلیبی پیش رفتند، ولی با مقاومت صلیبیون، بار دیگر به کنارهٔ نیل عقب رانده شدند. پس از این تلاش‌های ناموفق، الکامل ناچار شد تا سیاست دفاعی اتخاذ کرده و در انتظار کمک‌هایی که بردارش، المعظم عیسی وعده داد بود، بنشیند.
در این شرایط سخت، الکامل با خطری دیگر نیز روبه‌رو گردید. یکی از فرماندهانش به نام عمادالدین احمد بن علی — معروف به ابن‌مشطوب — دسیسه‌ای در سپاه ایوبی به راه انداخت تا الکامل را از حکومت خلع و برادرش فائز را جانشین وی سازد. اکثر فرماندهان کُرد سپاه به عمادالدین پیوستند و رسیدن این خبر به الکامل موجب نگرانی وی گردید و ناامیدانه به فکر فرار به یمن افتاد اما رسیدن خبر نزدیکی سپاه سبب شد تا در ۵ فوریه ۱۲۱۹ م به سمت جنوب شرق و قریهٔ اشموم طناح عقب‌نشینی کند و بدین‌گونه مرتکب یک اشتباه نظامی شود. زیرا عقب‌نشینیِ وی:
- صفوف سپاه ایوبی را دچار آشفتگی کرد و هر یک از سپاهیان تابع خودشان شده و از فرماندهان ارشد حرف‌شنوی نداشتند؛
- به عقب‌نشینی نیروهای مسلمان از عادلیه منجر گردید. آن‌ها چادرها، اسلحه، حیوانات و همهٔ تجهیزات نظامی را رها کرده و راه خود را در پیش گرفتند؛
- وضعیت نظامی را در صحنهٔ درگیری به نفع صلیبیون تغییر داد؛ زیرا عادلیه که خط مقدم دفاع از مصر بود، از نیروهای نظامی تهی شده و راه صلیبیون بازگردیده و بدون برخورد با هیچ مانعی، از نیل گذشته و به کرانهٔ خاوری آن رسیدند و هر آنچه که در اردوگاه مسلمانان باقی مانده بود، به غنیمت برداشتند. بدین‌گونه در همان روز، محاصرهٔ دمیاط را آغاز کردند.[۹۹][۱۰۰][۱۰۱][۱۰۲]

در این هنگام که با فرار الکامل و سقوط عادلیه و محاصرهٔ دمیاط وضعیت وخیمی ایجاد شده بود، المعظم عیسی دعوت مصریان را اجابت نمود و عازم مصر گردید. با حضور وی، الکامل مجدداً روحیهٔ خود را بازیافت و توانست با کمک برادرش، ابن‌مشطوب را شکست و تبعید نماید. فائز نیز به سنجار تبعید شده تا مبادا شورشی علیه الکامل و المعظم به راه بیندازد.

## محاصرهٔ و تصرف دمیاط

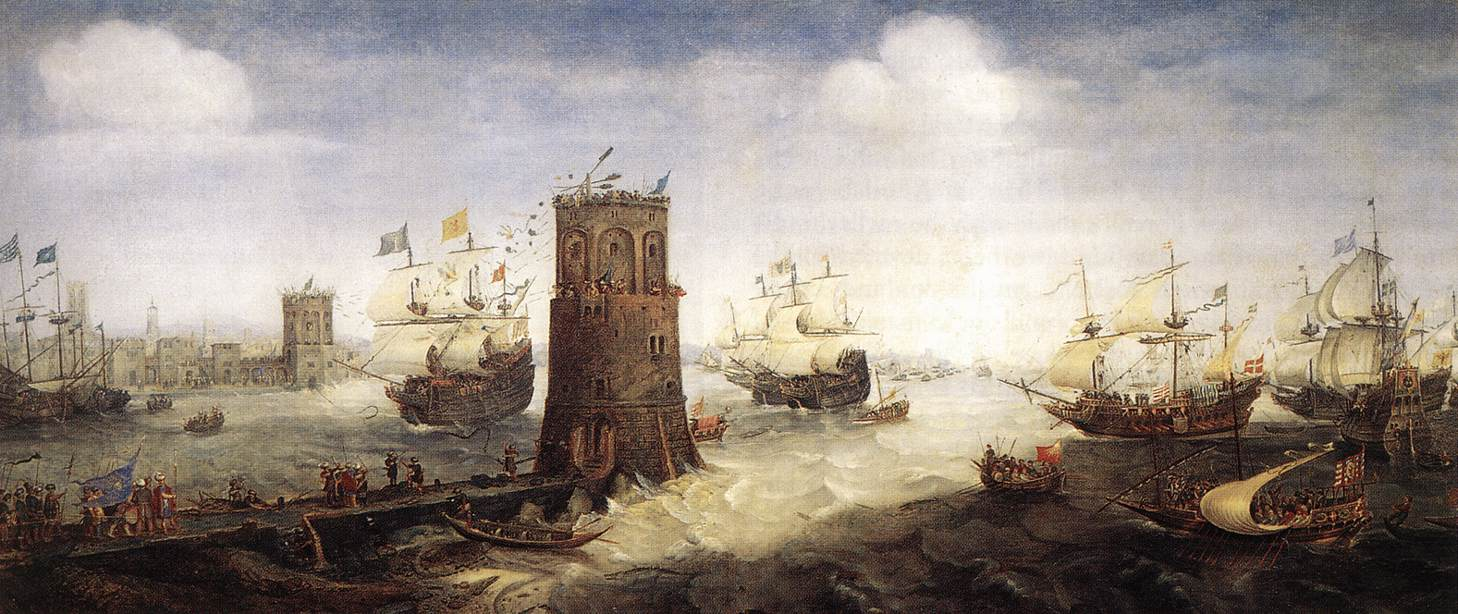
محاصرهٔ شهر بندری دمیاط توسط نیروهای صلیبی طی جنگ صلیبی پنجم

پس از تبعید ابن‌مشطوب و فائز، لازم بود تا الکامل دوباره نیروهای خود را منظم سازد تا در برابر صلیبیون ایستادگی کنند. در طی همین مدت، صلیبیون موفق شده بودند بر منطقهٔ عادلیه و منطقهٔ مابین آن و دمیاط، چیرگی یابند. علاوه بر این، محاصرهٔ همه جانبهٔ شهر را تکمیل و مستحکم کرده، همچنین در اطراف اردوگاه خود استحکاماتی به‌وجود آوردند تا از حملات مسلمانان جلوگیری نمایند. بدین ترتیب در موقعیتی بهتر از نیروهای ایوبی قرار گرفتند. همچنین ارتباط شهر دمیاط با مصر به‌طور کامل قطع گردید و رفته‌رفته فشار محاصره بر آن وارد می‌گشت.
الکامل که اکنون نیروهای خود را دوباره سازماندهی کرده بود، با وجود کمک‌های برادرش هنوز توانایی شکست و عقب راندن صلیبیون از منطقهٔ عادلیه را نداشت زیرا صلیبیون جای خود را در عادلیه مستحکم نموده بودند. این اقدام موجب شده بود که مسلمانان نتوانند از اتفاقِ نظرِ خود بهره ببرند و تمام حملات آن‌ها به اردوگاه صلیبیون در کرانهٔ باختری نیل و عادلیه به شکست منتهی شود. در این هنگام بود که الکامل تصمیم گرفت به فارَسکور منتقل شود. فارَسکور در شش کیلومتری جنوب دمیاط واقع بود و به‌دلیل موقعیتش در پشت نیروهای صلیبی انتخاب گردید. بدین‌گونه صلیبیون در بین نیروهای مدافع شهر دمیاط در شمال و سپاه ایوبی به فرماندهی الکامل در جنوب قرار گرفتند. با این حال الکامل نتوانست با استفاده از موقعیت جدید خود به نیروهای صلیبی حمله بَرَد؛ زیرا نیروی کافی برای انجام چنین کاری را در اختیار نداشت؛ بنابراین از خلیفه عباسی در بغداد و امرای مسلمان و برادرانش درخواست کمک نمود. همچنین مصریان را برای جهاد علیه صلیبیون فراخواند؛ زیرا سقوط مصر موجودیت مسلمانان در شام را به خطر می‌انداخت.
نیروهای کمکی از حلب و حماه به راه افتادند. اشرف موسی نخستین کسی بود که درخواست کمک را اجابت نمود. او که در آن هنگام در حلب اقامت داشت و به رتق و فتق امور سپاهیان خود مشغول بود، به‌سوی مصر حرکت کرد ولی پس از آن که اکثر سپاهیانِ خود را نزد برادرش، الکامل محمد گذاشت، مجبور گردید به‌همراه عدهٔ اندکی از نیروهای خود به حلب بازگردد. بدین‌ترتیب با فراهم شدن نیروهای کافی، دمیاط توانست در مقابل حملات صلیبیون — که به‌رهبری جان برین و پلاجیو صورت می‌گرفت — مقاومت کند. هر دو طرف نبرد پس از موفقیت مسلمانان در دفاع از شهر، دست به حملاتی علیه اردوگاه یکدیگر زدند اما این حملات نتیجه‌ای برای دو سپاه دربرنداشت و تغییری در وضعیت سرزمین‌های تحت کنترل آن‌ها به وجود نیامد.

### پیشنهاد صلح الکامل
الکامل محمد پس از برخورد با صلیبیون دریافت که با توجه به نیرویی که در اختیار دارد، شکست دادن نیروهای صلیبی و بیرون راندن آن‌ها از مصر از راه نظامی، کاری سخت و دشوار است؛ بنابراین با یک چرخش همچون صلاح‌الدین ایوبی، از سیاست هجومی به سیاست دفاعی تغییر رأی داد و به صلیبیون پیشنهاد صلح کرد. در واقع عواملی چند او را به این اقدام واداشت که می‌توان به پیوستن فرمانده نیروهای قبرس به همراه سپاهش به سپاه صلیبی، آشفتگی نیروهای ایوبی بر اثر دسیسه‌های ابن‌مشطوب، رسیدن خبر شکست خوارزمشاهیان از سپاه مغول و حرکت آن‌ها به سمت غرب، توسعه‌طلبی جلال‌الدین خوارزمشاه در غرب قلمرو خوارزمشاهیان و اصرار المعظم برای بازگشت به شام برای جلوگیری از تحریکات برادرش، اشرف اشاره کرد. با اصرار المعظم، سرانجام الکامل فرستاده‌ای را به اردوگاه صلیبیون گسیل و پیشنهاد صلحی را به صلیبیون عرضه کرد. مفاد آن شامل مواردی ذیل بود؛
- بازگرداندن تمامی سرزمین‌های صلیبی قبل از فتوحات صلاح‌الدین ایوبی به صلیبیون به استثنای دژ مونتریال و کَرَک؛
- بازگرداندن صلیب راستین؛
- ترک مخاصمه به مدت سه سال.[۱۱۴][۱۱۵][۱۱۶][۱۱۷]

صلیبیون پس از رسیدن نامهٔ صلح الکامل، شورایی را تشکیل دادند. جان برین توصیه کرد که صلیبیون پیشنهاد صلح را بپذیرند. امرای وی و همچنین فرماندهانی که از غرب آمده بودند، ار وی پشتیبانی می‌کردند تا بار دیگر پادشاهی اورشلیم در سرزمین مقدس احیا شود اما پلاجیو، نمایندهٔ پاپ، با این پیشنهاد مخالفت نمود و سراسقف اورشلیم نیز از وی حمایت کرد. زیرا وی توافق با مسلمانان را نادرست می‌دانست و علاوه بر آن به الکامل و نیتش مشکوک بود زیرا تصور می‌کرد وی این پیشنهاد را برای ایجاد تفرقه در سپاه صلیبی داده‌است. شوالیه‌های معبد و هوسپیتالر نیز به دلایل تاکتیکی از موضع پلاجیو حمایت کردند زیرا استحکامات اورشلیم به‌کلی ویران شده بود و مراقبت از شهر پس از چیرگی بر آن، کاری تقریباً غیرممکن بود. علاوه بر سواران، شهرهای تجاری شمال ایتالیا همچون ونیز، پیزا و جنوا نیز با این پیشنهاد مخالفت کردند زیرا مصر یک دستاورد بزرگ تجاری نسبت به اورشلیم بود و آنان می‌خواستند که دمیاط را مبدل به مرکز تجاری خود نمایند؛ بنابراین در شورای صلیبیون اجماع بر این شد تا با پیشنهاد الکامل مخالفت شود.
وقتی که الکامل از نیت صلیبیون در نپذیرفتن پیشنهاد صلحش باخبر شد، دست به اقداماتی برای تقویت جبهه مسلمانان در مصر زد که می‌توان به موارد ذیل اشاره کرد:
- گردآوری اموال برای تأمین مخارج جنگ؛
- آماده‌سازی و تجهیز خطوط دفاعی اولیه؛
- تقاضای نیروی کمکی از امرای ایوبی.[۱۲۱]

منصور، حاکم حماه درخواست کمکِ وی را اجابت کرد و یک نیروی نظامی به‌رهبری پسرش، مظفر محمود به مصر فرستاد. پس از رسیدن این نیروها، جبههٔ مسلمانان روحیه گرفت و تصمیم گرفته شد به اردوگاه صلیبی حمله شود. در واقع الکامل دو حمله را تدارک دیده بود؛ یکی در ۱۳ مارس ۱۲۱۹ م و دیگری، در ۱۷ آوریل که هر دو بی‌نتیجه بود. صلیبیون نیز پس از ۱۸ ماه محاصرهٔ شهر، هنوز موفق نشده بودند هدف خود را محقق سازند؛ بنابراین گروه زیادی از نیروها همچون لئوپولد ششم، دوک اتریش، باور داشتند که وضعیت صلیبیون در دمیاط مستحکم است و نیازی به استقرار آن‌ها در منطقه نیست؛ ازهمین‌رو این افراد در یکم مه، مصر را ترک کردند. با این حال بازگشت این نیروها تأثیری بر قدرت صلیبیون نداشت؛ زیرا نیروهای جدیدی از اروپا در ۱۶ مه به مصر رسید، در نتیجه فعالیت آنان از سر گرفته شد.
با رسیدن نیروهای جدید، فشار برای آغاز حملهٔ جدید علیه مسلمان بر فرماندهان سپاه صلیبی بیشتر شد؛ بنابراین رهبران صلیبی برای انجام یک حملهٔ همه‌جانبه به توافق رسیدند، با این حال بر سر هدف مورد نظر اختلاف داشتند. جان برین معتقد بود که باید فشار بر شهر دمیاط بیشتر گردد ولی پلاجیو خواستار حمله به مسلمانانِ مستقر در فارَسکور بود. سرانجام با حمایت فرماندهان و روحانیون، پیشنهاد دوم انتخاب گردیده و صلیبیون در ۲۹ اوت، حملهٔ بزرگی علیه مسلمانان در فارَسکور ترتیب دادند ولی این جنگ، اشتباهی تاکتیکی برای صلیبیون محسوب گشت زیرا نتیجهٔ جنگ کاملاً معکوس شد. بسیاری از نیروهای صلیبی کُشته و مابقی از صحنهٔ نبرد گریختند و تعدادی نیز اسیر شدند. الکامل پس از این پیروزی بار دیگر پیشنهاد صلحی را مطرح کرد زیرا معتقد بود شکست اخیر صلیبیون، آن‌ها را به‌سوی تغییر موضع سرسختانه خواهد کشید؛ بنابراین بار دیگر پیشنهاد صلحی به اردوگاه صلیبیون با این مفاد فرستاد:
- چشم‌پوشی از سرزمین‌های فتح‌شده توسط صلاح‌الدین همچون اورشلیم، عسقلان، طبریه، جبله، لاذقیه و دیگر شهرهای ساحلی به جز شوبک و کرک؛
- پرداخت ۱۵ هزار دینار در مقابل شوبک و کرک؛
- پرداخت هزینهٔ بازسازی استحکامات اورشلیم و سایر قلعه‌هایی که توسط مسلمانان ویران شدند[ش]؛
- تشکیل کمیتهٔ چهار جانبه برای تعیین هزینهٔ بازسازی؛
- بازگرداندن صلیب راستین؛
- ترک مخاصمه به‌مدت سه سال؛
- برای تضمین حُسن اجرای این پیشنهاد، فرستادن ۲۰ نفر از نزدیکان امیر ایوبی به‌عنوان گروگان در نزد صلیبیون به‌مدت دو سال.

با این حال این پیشنهاد دوباره توسط صلیبیون به‌رهبری پلاجیو به دلایل قبلی رد شد تا جنگ بین طرفین ادامه داشته باشد.

### سقوط دمیاط
همانا اسلام و مسلمانان در این مدت به بلاهایی گرفتار آمده که هیچ ملتی بدان مبتلا نشده‌است. از جملهٔ این گرفتاری‌ها مغولانِ مغضوبِ خداوندند که از طرف مشرق آمده، به کارهایی دست زده‌اند که هرکس آن‌ها را می‌شنود، آن را سخت و دشوار و ناپسند می‌شمارد … یکی دیگر از بلایا، حرکت فرنگیان از سوی غرب به سمت شام و حمله به دیار مصر و تسلط آنان بر دمیاط است. نزدیک بود که آن‌ها دیار مصر و شام را به چنگ آورند …

ابن‌اثیر، الکامل فی التاریخ، ۳۳۴–۳۳۵.
با وجود شکست صلیبیون در فارَسکور از مسلمانان و وارد شدن خسارت‌های مالی و جانی، الکامل از شرایط دشوار نیروهای خود در دمیاط خبر داشت. قحطی و وبا آنان را فراگرفته و بیماری‌های مختلف آن‌ها را از پای درآورده بود و شهر پر از اجسادی بود که در اثر گرسنگی و مریضی مرده بودند. علاوه بر این، رسیدن نیروهای کمکی از فرانسه و انگلستان و تقویت نیروهای صلیبی، تصمیم المعظم برای بازگشت به شام، قدرت‌یابی مغولان در شرق و نگرانی از هجوم آن‌ها و اختلافات درونی میان امیران ایوبی نگرانی الکامل را بیشتر کرده بود؛ لذا الکامل محمد راهی جز پیشنهاد دوبارهٔ صلح نداشت؛ اما هنوز دیدگاه‌های صلیبیون نسبت به صلح عوض نشده بود و در این زمان محاصره شهر را تنگ‌تر کرده بودند. در این شرایط سخت، الکامل نتوانست کمک‌های لازم اعم از نیرو و ارزاق را به شهر دمیاط برساند؛ در نتیجه خط دفاعی شهر بر اثر گرسنگی و بیماری در آستانهٔ فروپاشی قرار گرفت و سرانجام در ۵ نوامبر ۱۲۱۹ م و پس از یک محاصره ۱۸ ماهه، شهر دمیاط سقوط کرد و دو روز بعد، صلیبیون فاتحانه وارد شهر شدند.
سقوط دمیاط اثری عمیق در وجود مسلمانان بر جای گذاشت و آنان را واداشت تا متحدانه جلوی خطر را بگیرند. در همین حال صلیبیون پس از سقوط دمیاط برای حمله به قاهره و چیرگی بر آن و محقق ساختن اهداف خود، آماده شدند. بدین‌گونه جهان اسلام از دو سو دچار حمله شده بود؛ حملهٔ مغولان از سوی شرق و صلیبیون از سوی غرب.

### پس از سقوط دمیاط

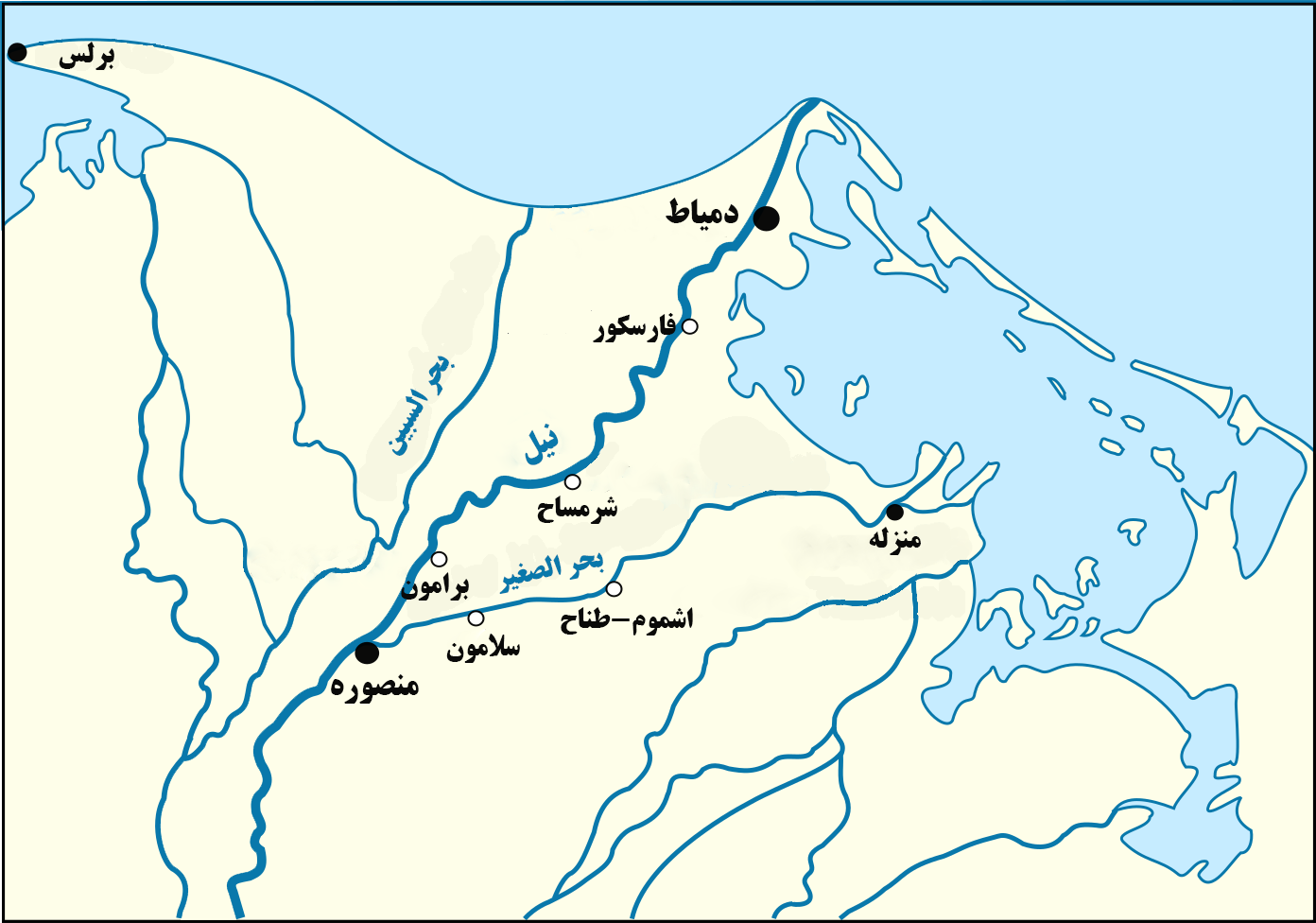
نقشه دلتالی نیل و موقعیت جغرافیایی منطقه میان دمیاط و منصوره

پس از سقوط دمیاط، ضربهٔ شدیدی به جهان اسلام وارد شد؛ بنابراین الکامل برای بازپس‌گیری دمیاط و اخراج صلیبیون برنامه‌ای طراحی کرد. وی در ابتدا طی نامه‌ای از خلیفه خواست تا فرمانِ بسیجِ نیروها برای مقابله با صلیبیون را صادر کند، همچنین از برادرش المعظم خواست تا با حمله به مراکز صلیبیون در شام از فشار به جبههٔ مصر بکاهد. سپس به‌همراه نیروهای خود عازم منطقهٔ منصوره که میان قاهره و دمیاط بود، گردید تا از حرکت صلیبیون به سمت قاهره جلوگیری نماید. الکامل بهترین مکان را برای متوقف ساختن صلیبیون برگزید چراکه این مکان به‌طور طبیعی از قابلیت دفاعی بالایی برخوردار بود و صلیبیون به‌آسانی نمی‌توانستند بدان دست یابند، مگر با حراست زمینی و دریایی فشرده و قوی.
در سوی دیگر، صلیبیون تصمیم گرفتند تا دمیاط را بازسازی کرده و آن را از نظر دفاعی مستحکم سازند. سپس طی نامه‌ای از پاپ هونوریوس خواستند تا فردریش دوم، امپراتور مقدس روم، را به‌همراه نیروهای بیشتر عازم مصر کند. در این زمان صلیبیون درگیر سه مسئلهٔ اساسی شدند؛ ابتدا مسئلهٔ مالکیت شهر دمیاط بود که میان پلاجیو و جان بر سر آن اختلاف پیش آمد. جان معتقد بود که دمیاط باید بخشی از دولت اورشلیم شود اما پلاجیو آن را متعلق به دستگاه پاپ می‌دانست. این مسئله سبب درگیری آشکاری بین دو نفر و طرفداران‌شان گردید تا اینکه پاپ نظر پادشاه اورشلیم را تأیید کرد. مسئلهٔ دوم مشکل تقسیم غنائم جنگی میان صلیبیون بود زیرا ایتالیایی‌ها از سهم خود ناراضی بودند و دست به شورش زدند و سرانجام شورای صلیبی تصمیم به تجدید نظر در رابطه با تقسیم غنائم گرفت؛ و مسئلهٔ سوم در مورد هدف نهایی صلیبیون برای این جنگ بود. جان برین اعتقاد داشت که باید صلیبیون استحکامات خود را تقویت کنند و با دادن اندکی استراحت به نیروهای خود، منتظر ورود امپراتور فردریش دوم بمانند و پس از آن عازم شرق شوند اما پلاجیو معتقد بود که صلیبیون باید فوراً به سمت قاهره حرکت کنند تا نیروهای ایوبی را به‌طور کامل منهدم سازند؛ که این‌بار نیز نظر پادشاه اورشلیم بر دیدگاه نماینده پاپ غالب گردید.
همزمان با اختلافات داخلی در جبهه صلیبیون در مصر، مسلمانان بنابر درخواست الکامل تهاجمات خود به مراکز صلیبی را آغاز کردند تا از فشار واردآمده بر جبههٔ مصر بکاهند. در حقیقت، این حملات سبب شد تا جبههٔ صلیبیون در دمیاط از دریافت کمک امارت‌های صلیبی شام محروم گردیده و این خود موجب شد تا برخی از نیروهای صلیبی از دمیاط خارج شوند و به کمک امارت‌های صلیبی در سرزمین شام بشتابند. جان برین این حملات را دستاویزی برای ترک دمیاط به‌سوی عکا قرار داد. گرچه بازگشتش علل زیادی دارد که در این زمینه می‌توان به استمرار فروپاشی روابط میان او و نمایندهٔ پاپ، پلاجیو، و همچنین مشکل وراثت حکومت در ارمنستان کوچک پس از مرگ لئوی یکم در تابستان ۱۲۱۹ م اشاره کرد.

### پیشنهاد صلح الکامل به پلاجیو
بدین ترتیب، جان برین، پادشاه اورشلیم، در تابستان به عکا بازگشت و صلیبیون را در دمیاط تحت فرماندهی پلاجیو قرار داد. الکامل با استفاده از این رکود نظامی — که بعد از بازگشت جان برین بر صلیبیون حاکم شده بود — چندین حملهٔ زمینی و دریایی برضد ایشان ترتیب داد که نتایج نسبتاً محدودی نیز دربرداشت. این تحرکات، صلیبیون را بر آن داشت که در جزیرهٔ دمیاط، قلعه‌ای برای محافظت از بندر و کشتی‌های صلیبی بنا کنند. همچنین دژ دیگری بین دریاچه تنیس و دمیاط احداث نموده تا از میزان تحرکات کشتی‌های مسلمانان در داخل دریاچه بکاهند. صلیبیون در این زمان، خبرهایی از پاپ شنیدند که حکایت از آن داشت که امپراتور فردریش دوم به وی وعده داده‌است که پس از تاج‌گذاری به‌سوی شرق حرکت خواهد کرد. با این حال پاپ که در جدی بودن عزم امپراتور مقدس روم شک داشت، به پلاجیو توصیه نمود که هر پیشنهاد صلحی را که الکامل محمد بدهد، قبل از عرضه به خودِ او رد نکند.
ظاهراً امپراتور مقدس روم در عزم خود جدی بود زیرا تشویق مردمانش برای شرکت در جنگ صلیبی را آغاز کرد و یک نیروی نظامی بزرگ و مجهز به فرماندهی لویی، دوک باواری، به میدان جنگ گسیل داشت و به وی توصیه نمود که از دست زدن به حملهٔ وسیع بر ضد مسلمانان تا زمان رسیدن خودش دوری ورزد. رسیدن کمک‌های صلیبی، نگرانی الکامل محمد را برانگیخت. در نتیجه بار دیگر پیشنهاد صلح خود را در ژوئن ۱۲۲۰ م عرضه کرد ولی نمایندهٔ پاپ همچون دفعات قبل این پیشنهاد را رد کرد، چون با رسیدن نیروهای جدید امید بیشتری به پیروزی پیدا کرده بود.

## پیشروی و شکست صلیبیون
نمایندهٔ پاپ پس از رسیدن نیروهای کمکی به دمیاط، بیش از پیش امیدوار شد تا از شور و احساسات نیروهای صلیبیِ تازه‌نفس برای حمله به قاهره استفاده کند. این گروه که در رأس آنان لویی، دوک باواریا قرار داشت، تصمیم نمایندهٔ پاپ را تأیید و خود را آمادهٔ حرکت به سمت قاهره کردند. در اواخر ژوئن ۱۲۲۱ م، پلاجیو دستور عزیمت سپاه را صادر کرد. این تصمیم در غیاب جان برین گرفته شد و به همین علت فرماندهان نظامی از اجرای آن سرباز زدند. پلاجیو مجبور گشت تا پادشاه اورشلیم را فراخوانَد؛ البته در یک نقل آمده‌است که نمایندگان جان در دمیاط، از پی او فرستادند.
پادشاه اورشلیم در ۶ ژوئیه در حالی که به این نبرد بدبین بود، به دمیاط بازگشت زیرا خبردار شده‌بود که امپراتور به‌زودی وارد خواهد شد و در عین حال زمانْ برای انجام عملیات مناسب نیست و طغیان نیل موجب خواهد شد که نیروهای صلیبی پس از ترک دمیاط، امکان ارتباط با پایگاه خود در این شهر را نداشته باشند و در این حالت حفاظت از سرزمین‌های که بر آن چیره خواهند شد، بسیار دشوار خواهد گردید؛ به‌ویژه که نیروهای صلیبی نیز مشتاق بازگشت به سرزمین خود بودند. به هر حال، سپاه صلیبی در ۱۲ ژوئیه رهسپار فارَسکور شد و سپس به شرمساح رفت و عده‌ای بسیار از نیروها را برای دفاع از دمیاط برجای گذاشت و وقتی الکامل محمد از حرکت صلیبیون اطلاع یافت، به سوی شرمساح رفته تا با آنان مقابله کند؛ ولی پس از آگاهی از عدهٔ بسیار زیاد نیروهای این سپاه، از این تصمیم چشم‌پوشی نمود. بدین‌گونه صلیبیون راه پیشروی خود را گشوده یافته و به شرمساح رسیدند و در ۲۴ ژوئیه بر آن چیره گشتند. جان برین از پلاجیو خواهش کرد که در همان منطقه بمانند؛ زیرا هنگام طغیان رودخانهٔ نیل فرارسیده‌است و از سوی دیگر، نیروهای شام به مصر نزدیک شده‌اند، ولی نمایندهٔ پاپ بر ادامهٔ حمله اصرار ورزید.
در این نقطه که آکنده از قنات‌های آب و رودهای منشعب از نیل است، الکامل محمد با کمک برادرانش، المعظم عیسی و اشرف موسی — که به‌تازگی به مصر رسیده بودند — توانست نیروهایی را در پشت سپاه صلیبی پیاده و خط بازگشت آن‌ها را قطع نماید. در این هنگام ارتباط سپاه صلیبی با دمیاط نیز قطع گردید. همچنین ایوبیان، کشتی‌های صیادی خود را بین مقدمه و مؤخرهٔ سپاه صلیبی، پراکنده‌ساختند و آن‌ها را از راه دریا و زمین به محاصرهٔ خود درآوردند؛ سپس سدهای آن‌جا را تخریب کردند. نیروهای صلیبی وقتی متوجه این موضوع شدند که آب اکثر زمین‌های پیرامون آن‌ها را دربرگرفته بود. بدین‌گونه همهٔ راه‌ها به‌جز یک راه بر روی صلیبیون بسته شد، یعنی نوار بسیار تنگی که با نیل مماس بود و از اردوگاه آنان تا دمیاط امتداد داشت. الکامل محمد با آگاهی از این موضوع، دستور داد تا در اشموم طناح، بر روی رود نیل پلی قرار دهند، آن‌گاه نیروهای ایوبی از پل عبور نمودند و بر این راه چیرگی یافتند. با این کار، نیروهای صلیبی دیگر نه راه پیش داشتند و نه راه پس. پلاجیو متوجه شد که با ترک دمیاط دچار اشتباه نظامی بزرگی شده‌است؛ لذا راهی پیش‌رو نداشت، مگر آن‌که به‌وسیلهٔ صلح از تنگنا خارج گردد.

### پیشنهاد صلح پلاجیو
پلاجیو در ۲۰ اوت ۱۲۲۱ م، فرستاده‌ای نزد الکامل محمد روانه و درخواست صلح کرد. وی اعلام نمود که در برابر اجازهٔ خروج از این تنگنا، حاضر است دمیاط را تخلیه و به نیروهای الکامل بازگرداند؛ و همچنین این توافق ۸ سال اعتبار خواهد داشت و امپراتور آن را تأیید خواهد کرد و اسرا نیز مبادله خواهند شد. الکامل نیز تمایل داشت که پیشنهاد صلح را بپذیرد. شاید انگیزه‌های وی ناشی از عوامل گوناگونی باشد که عبارتند از:
1. الکامل می‌ترسید که مبادا فردریش دوم، امپراتور مقدس روم، به‌همراه سپاه خود به مصر برسد و از آنچه بر سر نیروهای صلیبی آمده‌است، انتقام بگیرد و دمیاط را نیز نگه‌دارد.
2. بازپس‌گیری دمیاط از راه جنگ، نیازمند قربانیانی فراوان است که شاید بدان نیازی نباشد و چه بسا از تحقق آن نیز عاجز آید؛ به‌ویژه که نیروهای اسلامی در طول سه سال و سه ماه جنگ خسته شده بودند.
3. استمرار و رسیدن کمک‌های صلیبی به دمیاط موجب خواهد شد که مأموریت نیروهای ایوبی در آزادسازی آن، دشوار و سخت گردد و شاید نتوان نتایجی را که صلیبیون در پیشنهاد خود عرضه کرده‌اند، به دست آورد؛ البته طبق گفته ابن‌جوزی در کتاب مرآه الازمان فی تاریخ الاعیان، اگر صلیبیون دو روز در همان حال باقی می‌ماندند، مسلمانان همگی را به هلاکت می‌رساندند.
4. اخباری از شرق می‌رسید که از پیشروی نیروهای مغول به سمت غرب حکایت می‌کرد؛ پس اگر او می‌خواست نیروهای خود را ذخیره نماید تا در صورت پیشروی مغولان به سمت غرب، بتواند به مقابله با این خطر برخیزد، لازم بود که صلح را بپذیرد.

الکامل محمد به‌سبب پذیرش پیشنهاد صلح، به‌عنوان فردی دارای اندیشهٔ روشنِ سیاسی توصیف شده‌است؛ اما برادرانش، المعظم و اشرف که مصلحت را در رد این پیشنهاد صلح می‌دانستند، با پذیرش آن مخالف بودند. آن‌ها اعتقاد داشتند که باید در این دشواری بر نیروهای صلیبی پیروز شد تا برگشت همراه با سلامت آنان به شام، خطری برای سرزمین‌های مسلمان‌نشین به وجود نیاورد. سرانجام صلیبیون در ۷ سپتامبر ۱۲۲۱ م از دمیاط خارج شدند و الکامل محمد نیز روز بعد وارد شهر شد.
و این‌چنین پنجمین حملهٔ صلیبی در حالی که انتظار می‌رفت با موفقیت صلیبیون همراه باشد، با شکست آنان در پیشبرد اهداف‌شان پایان یافت. این نتیجه، در سایهٔ همکاری خاندان ایوبی و همبستگی آنان برای مقابله با این خطر برآورده گردید. صلیبیون فرصت به‌دست آوردن اورشلیم در برابر خروج از دمیاط را از دست دادند و در نهایت مجبور شدند که بدون هیچ دستاوردی دمیاط را ترک گویند. ابن‌اثیر که از رویدادنگاران این دوره بوده‌است، در این‌باره چنین می‌گوید:
خدای متعال پیروزی را نصیب مسلمانان گردانید، در حالی که به آن امید نداشتند. بالاترین امیدشان این بود که سرزمین‌های فتح‌شده در شام را به صلیبیون بدهند. در مقابل، دمیاط را بازپس گیرند و خداوند بازستاندن دمیاط را نصیب‌شان گردانید و سرزمین‌هایی که در دست‌شان بود، به همان صورت باقی ماند.

## علل شکست حمله صلیبیون به مصر
به نوشته محمدسهیل طقوش شکست پنجمین حملهٔ صلیبی به چند عامل بازمی‌گردد. برخی از عوامل به مسلمانان تعلق دارد و برخی دیگر به صلیبیون و همچنین تعدادی نیز به اروپا مربوط می‌شود. دربارهٔ آنچه به مسلمانان بازمی‌گردد، می‌توان علل زیر را برشمرد:
1. طراحی بسیار خوبِ نظامیِ الکامل محمد و اجرای آن به‌وسیلهٔ سربازانش؛ در ابتدای کار خط دفاعی او در عادلیه توانست به‌مدت هشت ماه مقاومت نماید ولی به‌علت توطئهٔ ابن‌مشطوب، مجبور به عقب‌نشینی گردید و این‌چنین فرصت برای نیروهای صلیبی آماده گشت تا از رود نیل گذر کنند و در کرانهٔ شرقی آن فرود آیند و دمیاط را به محاصرهٔ خود درآوردند. همچنین وی توانست به‌وسیله کشتی‌هایی که در دریای محله به‌حرکت درآورد، صلیبیون را در بخش دریایی کنترل کند و به مقدمه و مؤخرهٔ ناوگان دریایی صلیبی، آسیب برساند. علاوه بر آن، وی بهترین و مناسب‌ترین زمان را برای انهدام سدها و پل‌ها و غرق کردن کشتی‌های صلیبی برگزید.
2. همکاری برادران و سلاطین ایوبی؛ المعظم عیسی نقش برجسته‌ای در به شکست رساندن توطئهٔ ابن‌مشطوب ایفا نمود و لحظه‌ای از یاری برادر فروگذار نکرد. او مسئولیت فشار آوردن به صلیبیون از راه حمله به متصرفات‌شان و ویران کردن قلاع مسلمانان در شام را عهده‌دار شد تا مبادا صلیبیون بر آن‌ها مسلط شوند. این کار سبب شد تا اگر صلیبیون بر قلاع مسلط شوند، بازپس‌گیری آن‌ها برای مسلمانان راحت شود.
3. تدارکات؛ کمک‌رسانی به جبههٔ مسلمانان، اعم از نیرو، جنگ‌افزار و اموال و همچنین ایجاد استحکامات کافی در مناطق مناسب.

همچنین به گفته طقوش دربارهٔ آنچه به صلیبیون مربوط می‌شود، علل زیر را می‌توان در نظر گرفت:
1. اشتباهات روحانیون مخصوصاً پلاجیو در مدیریت جنگ؛ خودرأیی و عدم قدرت نظامی پلاجیو در اتخاذ تصمیمات درست در میدان نبرد سبب شد تا صلیبیون که قبل از حرکت به سمت قاهره، دست بالا را جنگ داشتند، این‌چنین شکست خورده و مجبور به صلح با سلطان ایوبی شوند.
2. اختلافات میان فرماندهان صلیبی؛ اختلافات جان برین و پلاجیو موجب شد تا فرصت‌هایی بسیار مناسب که برای این گروه فراهم شده بود، از دست برود؛ خصوصاً پس آن‌که الکامل پیشنهادهای صلح سخاوتمندانه‌ای برای خروج از دمیاط عرضه کرده بود.
3. ناآشنایی صلیبیون با جغرافیای مصر؛ عدم آشنایی صلیبیون با محیط طبیعی مصر و اشتباه در انتخاب راه حمله به‌سمت قاهره که موازی با نیل بود و امکان بالا و پایین رفتن آب رود می‌رفت، سبب شد تا نیروهای صلیبی در دام طبیعی منطقه افتاده و جنگ را واگذار نمایند.
4. بهره‌برداری نادرست از عامل زمان؛ اگر صلیبیون حملهٔ خود به‌سوی قاهره را بلافاصله پس از توطئهٔ ابن‌مشطوب آغاز می‌کردند، همانا نتایج آن به‌طور کلی تغییر می‌کرد و می‌توانستند بر همهٔ مصر چیره شوند؛ خصوصاً که حالت فروپاشی روانی، فرماندهان ایوبی و مسلمانان را دربرگرفته بود.
5. عدم توجه سربازان به فرماندهان خود؛ بعضی از اقدامات خودسرانهٔ برخی از سربازان سبب گردید تا صلیبیون از خودسری‌ها ضربات زیادی خورده و کار برای فرماندهان سخت‌تر شود.
6. اختلافات بر سر تقسیم غنائم
7. بی‌توجهی لویی، دوک باواریا نسبت به دستورهای امپراتورش، فردریش دوم

دربارهٔ آنچه به اروپاییان مربوط می‌شود، می‌توان به موارد زیر اشاره کرد:
1. تلاش پاپ هونوریوس سوم برای چیرگی بر حملهٔ صلیبی تا مبادا به سرنوشت جنگ صلیبی چهارم دچار شود؛ در نتیجه به نمایندهٔ خود اختیاراتی تام داد، اختیاراتی که برتر از اختیارات رهبران نظامی بود.
2. شخصیت پاپ هونوریوس از چنان قدرتی برخودار نبود که پلاجیو از وی حساب ببَرد لذا وقتی وی پیشنهاد صلح سلطان ایوبی را رد کرد، در واقع شخصاً چنین تصمیمی گرفت و بدین‌گونه از توصیهٔ پاپ سرپیچی کرد.
3. درگیری میان پادشاهان اروپا به‌خصوص فرانسه و انگلستان که نیروهای صلیبی را از داشتن نیروهای آن‌ها محروم کرد.

## پیامد

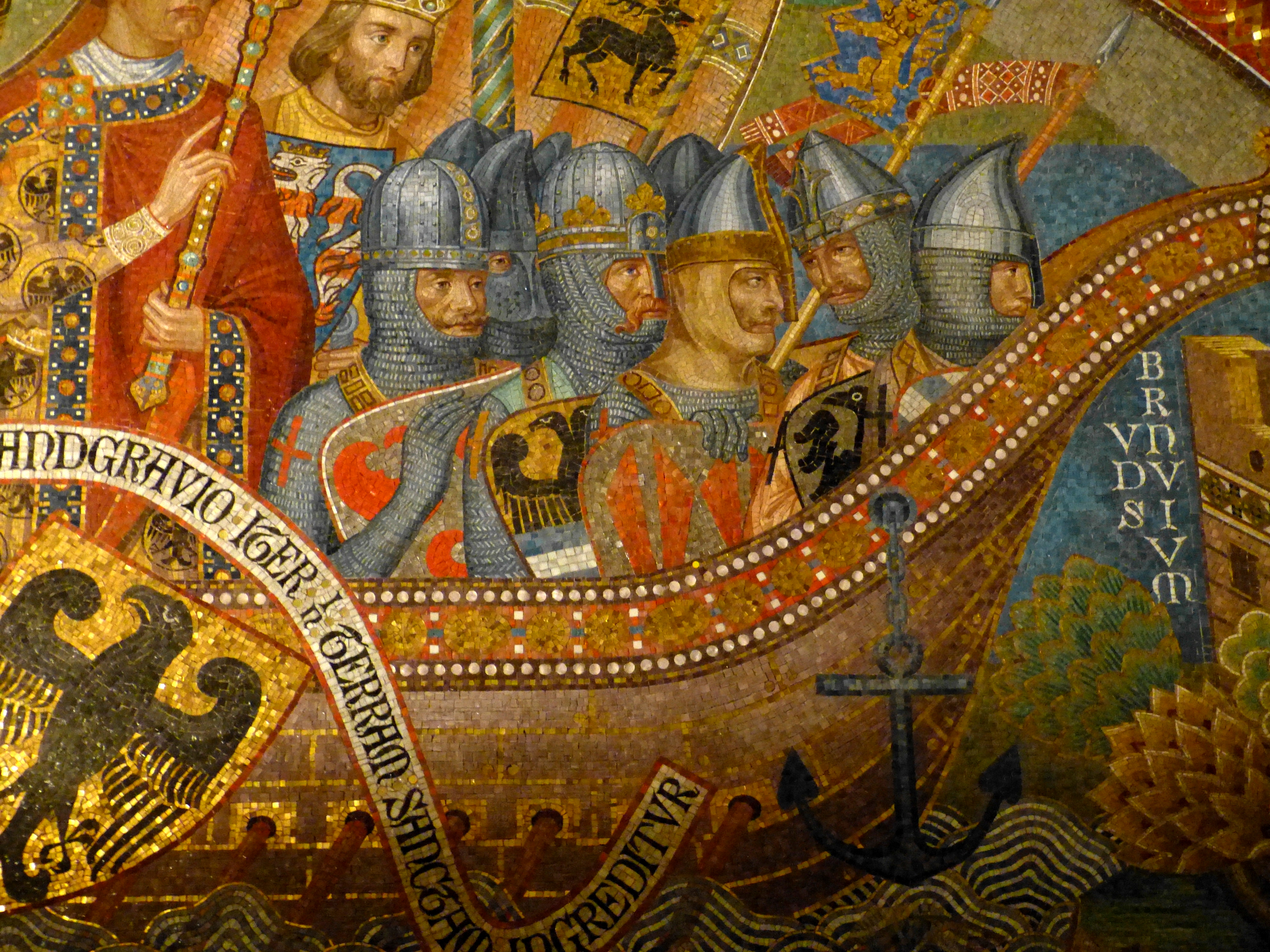
حرکت فردریش دوم به سمت شرق در سال ۱۲۲۷ م

پس از عقدِ قراردادِ صلح میان صلیبیون و ایوبیان، صلیبیون از راه دریا به عکا، مرکز صلیبیون در شام و سرزمین مقدس بازگشتند. در سال ۱۲۲۲ م، جان برین به قصد تحریک پاپ و پادشاهان غرب اروپا برای تدارک جنگ جدیدی با مسلمانان و نیز یافتن همسر مناسبی برای دخترش ایزابلا — که وارث تاج و تخت اورشلیم بود — راهی اروپا گردید. وی و کاردینال پلاجیو در اواخر مهٔ ۱۲۲۲ م با پاپ ملاقات کردند و نظر مساعد وی را برای تدارک جنگ صلیبی جدید به‌دست آوردند. همزمان، جان برین، ایزابلا را به همسری فردریش دوم، امپراتور پُرقدرت امپراتوری مقدس روم درآورد. فردریش که در جزیره سیسیل پرورش یافته بود، به‌واسطه ارتباطش با مسلمانان و علاقه شخصی‌اش به آن‌ها، از جنگ با آن‌ها دوری می‌ورزید. با این حال، پس از ازدواج با ایزابلا، از نمایندگان پاپ که در ژوئیه ۱۲۲۵ م به دیدارش رفته بودند، خواست تا حمله به مشرق زمین را دو سال به تعویق بیندازند که درخواست وی با موافقت پاپ همراه شد؛ ولی پس از دو سال با اصرار پاپ، امپراتور مقدس روم — که به پادشاه اورشلیم نیز ملقب شده بود — پس از تعلل بسیار راهی شرق گردید تا جنگ صلیبی ششم علیه مسلمانان در سرزمین مقدس و با هدف بازپس‌گیری اورشلیم آغاز گردد.

## منبع‌شناسی